# 永泰陵
永泰陵是宋哲宗赵煦的陵墓，位于河南省巩义市芝田镇八陵村，为宋陵八陵陵区的两座帝陵之一（另一座为永裕陵）。永泰陵于元符三年（1100年）正月宋哲宗驾崩后修造。同年八月八日，宋哲宗入葬永泰陵。

## 历史

宋哲宗赵煦画像

赵煦初名赵佣，为宋神宗赵顼的第六子，母亲为钦成皇后朱氏，元丰八年（1085年）三月宋神宗去世前被立为皇太子，并于神宗驾崩后继位。赵煦在位15年，于元符三年（1100年）正月十二日驾崩，享年23岁，庙号宋哲宗。
哲宗驾崩后，因其无子，由其弟赵佶即位，是为宋徽宗。哲宗驾崩次日（元符三年正月十三日），由尚书左仆射兼门下侍郎章惇任山陵使，尚书、吏部侍郎徐铎任礼仪使，尚书、兵部侍郎黄裳任卤簿使，御史中丞安惇任仪仗使，知开封府吴居厚任桥道顿递使，开始山陵修造和丧礼准备。同年四月二十四日，由礼部侍郎赵挺之代替徐铎出任礼仪使，御史中丞丰稷代替安惇出任仪仗使，尚书、兵部侍郎陈轩代替黄裳出任卤簿使。山陵名称“永泰陵”由章惇所上。同年八月，哲宗灵柩出殡，灵车行至巩县时因雨陷入泥沼不能出，在野外暴露整宿。桥道顿递使吴居厚等人因此被贬。八月八日，哲宗入葬永泰陵。

## 布局
永泰陵位于永裕陵西北约500米处，陵区南北长约1,000米，东西宽约370米，布局与宋陵中其他帝陵大致相同，由上宫、下宫、祔葬皇后陵和陪葬墓组成:254。

### 上宫
永泰陵上宫主要地面建筑的基址皆存，陵园地势南高北低，大致分四阶，从最南端的鹊台至乳台为第一阶，乳台至南神门为第二阶，南神门至陵台为第三阶，陵台至北神门为第四阶，每阶落差约1-1.5米:254。
陵园的最南端为鹊台，分东、西两座，均存夯土基址，平面大体呈正方形。两座鹊台基址间距40米，东鹊台基址边长约7.7-7.8米，高4.1米；西鹊台基址东西长12米，南北宽9.6米，高6.3米:254。
鹊台以北约136米处为乳台，亦分东、西两座，现均存夯土基址，平面呈长方形。两座乳台基址间距42米，其中东乳台严重损毁，现存基址呈长方锥状体，东西长8米，南北宽5米，高5.2米；西乳台基址东西长9.6米，南北宽6.3米，高5.2米:254。
乳台以北约134米处为宫城的南神门。宫城为陵园的核心区域，最中央为陵台。现存陵台呈方形覆斗状，高14.7米，底部边长49-51米，顶部边长14-16米。陵台下为地宫，陵台四周为神墙，四面神墙正中均开有神门，神墙的四角均置角阙。四面神门的阙台和四个角阙现均存夯土基址，根据这些建筑基址的位置实测，宫城平面为边长240米的正方形:254。

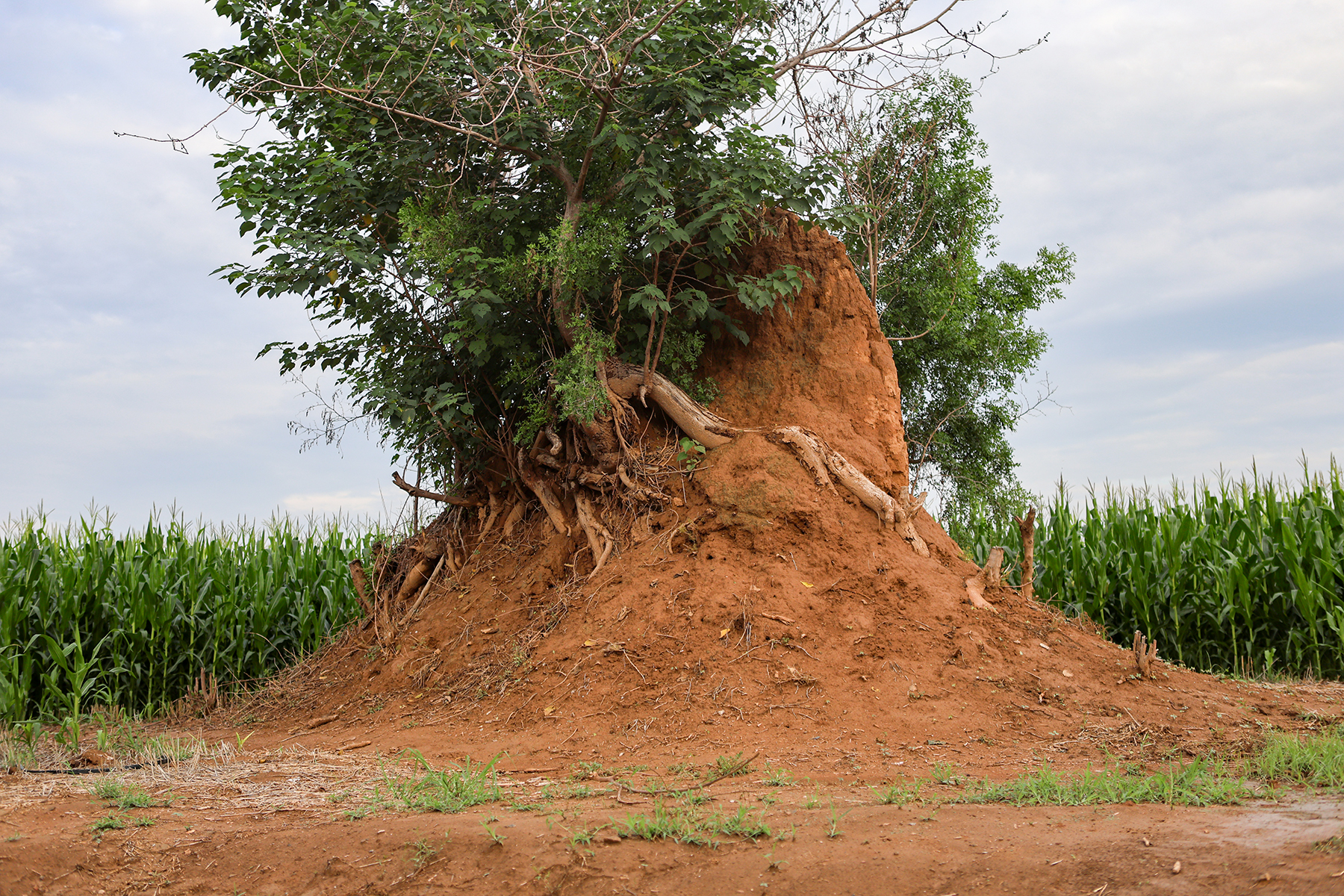
东乳台基址
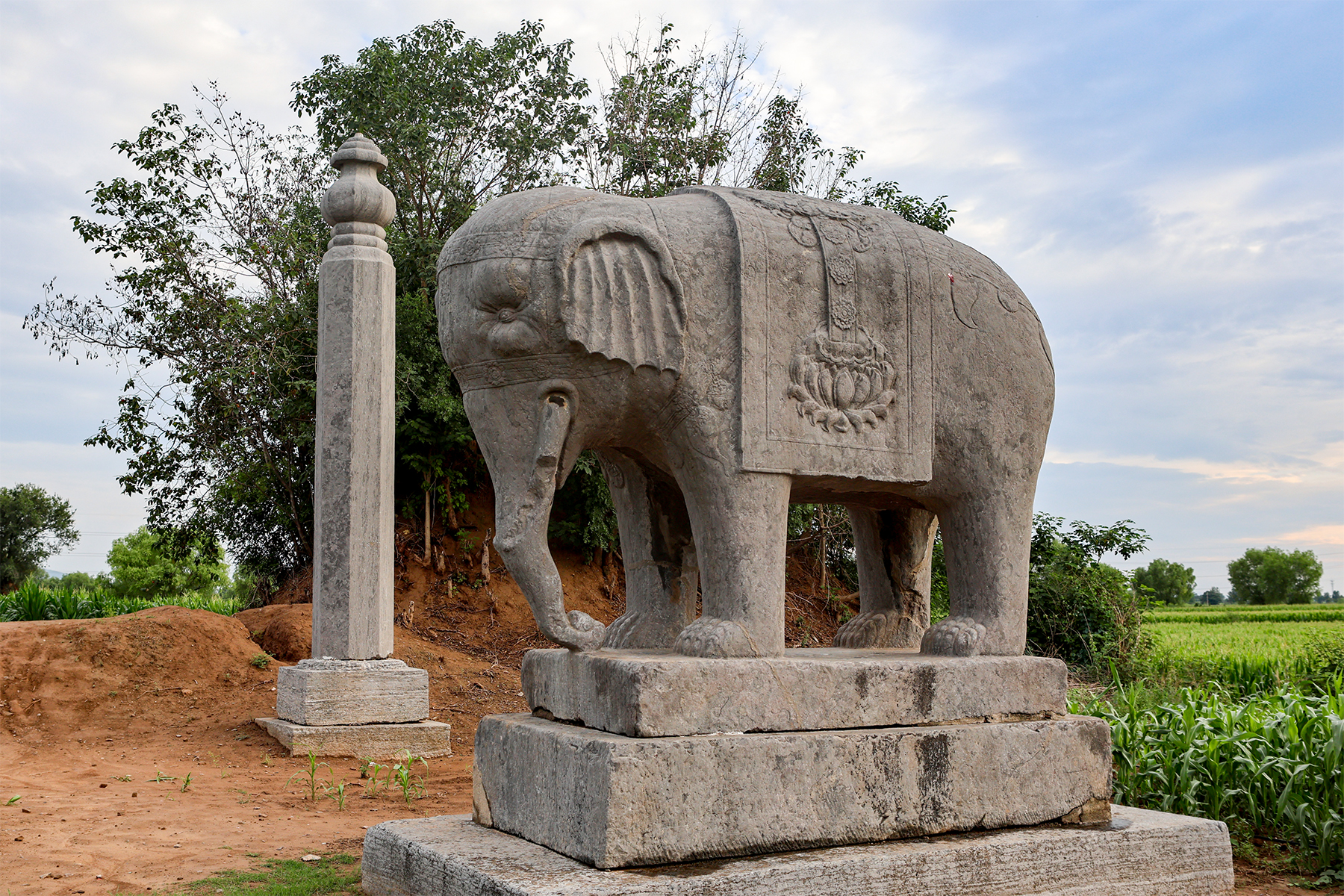
神道西列石象、石望柱和西乳台基址
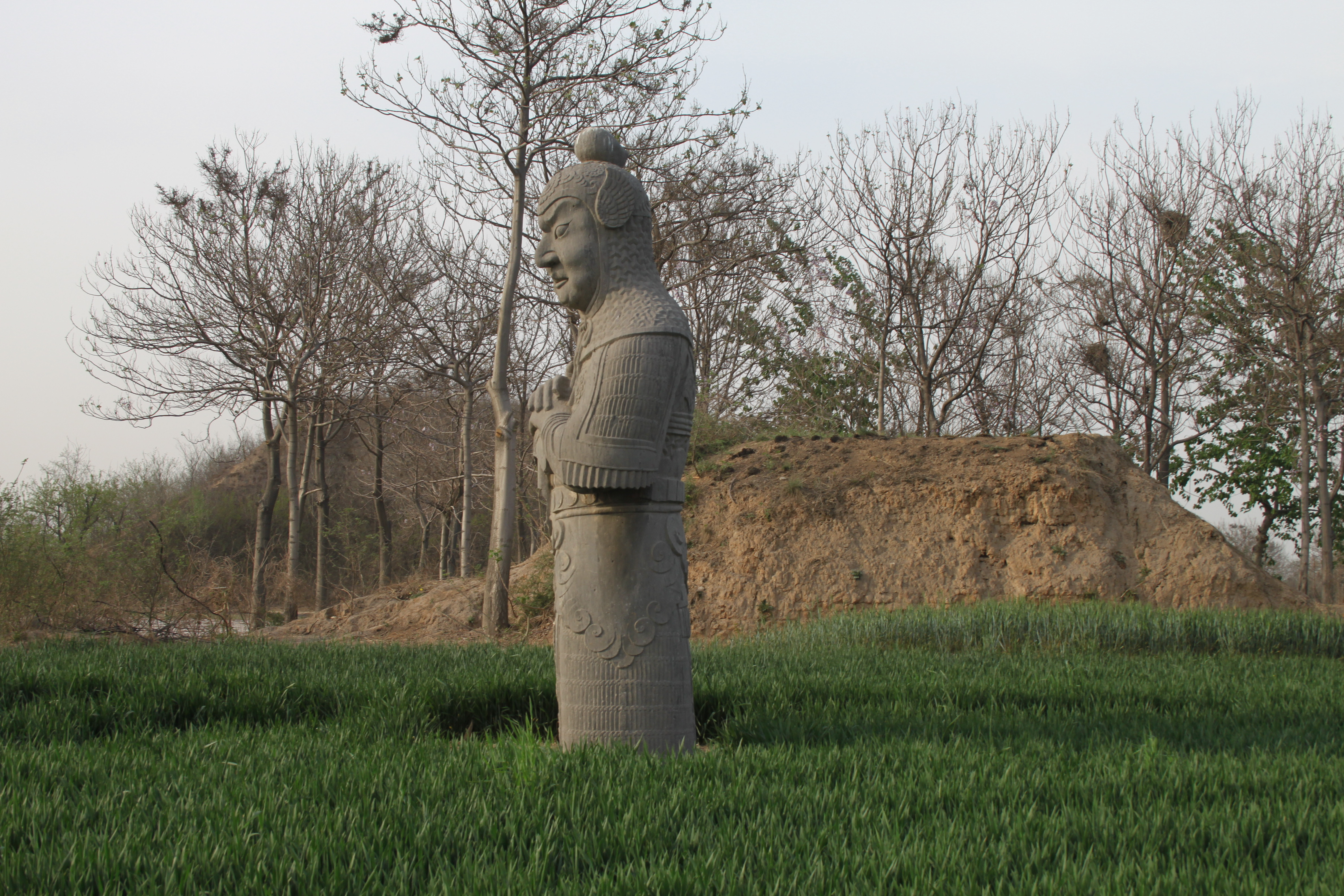
武士石像（东）与南神门东阙台基址

#### 石像
永泰陵的石像雕刻风格上和永裕陵的相似，反映了北宋晚期更为成熟细腻的雕刻技法。人物类石像形体修长，袍服衣纹刻画自然。动物类石像在突出形状的同时，重视神韵的表达。永泰陵的石象形象饱满，雕刻细腻，被认为宋陵石像中的佳作:456-457。
永泰陵的上宫石像现存56件（北宋帝陵上宫按制应有60件石像），缺失三件宫人石像和神道西列的驯象人石像，另外两件上马石现埋于地下。大多数石像分列于乳台以北的神道东西两侧，东西两列石像生间距40米，每列的石像与石像间距4.4-5米:256。

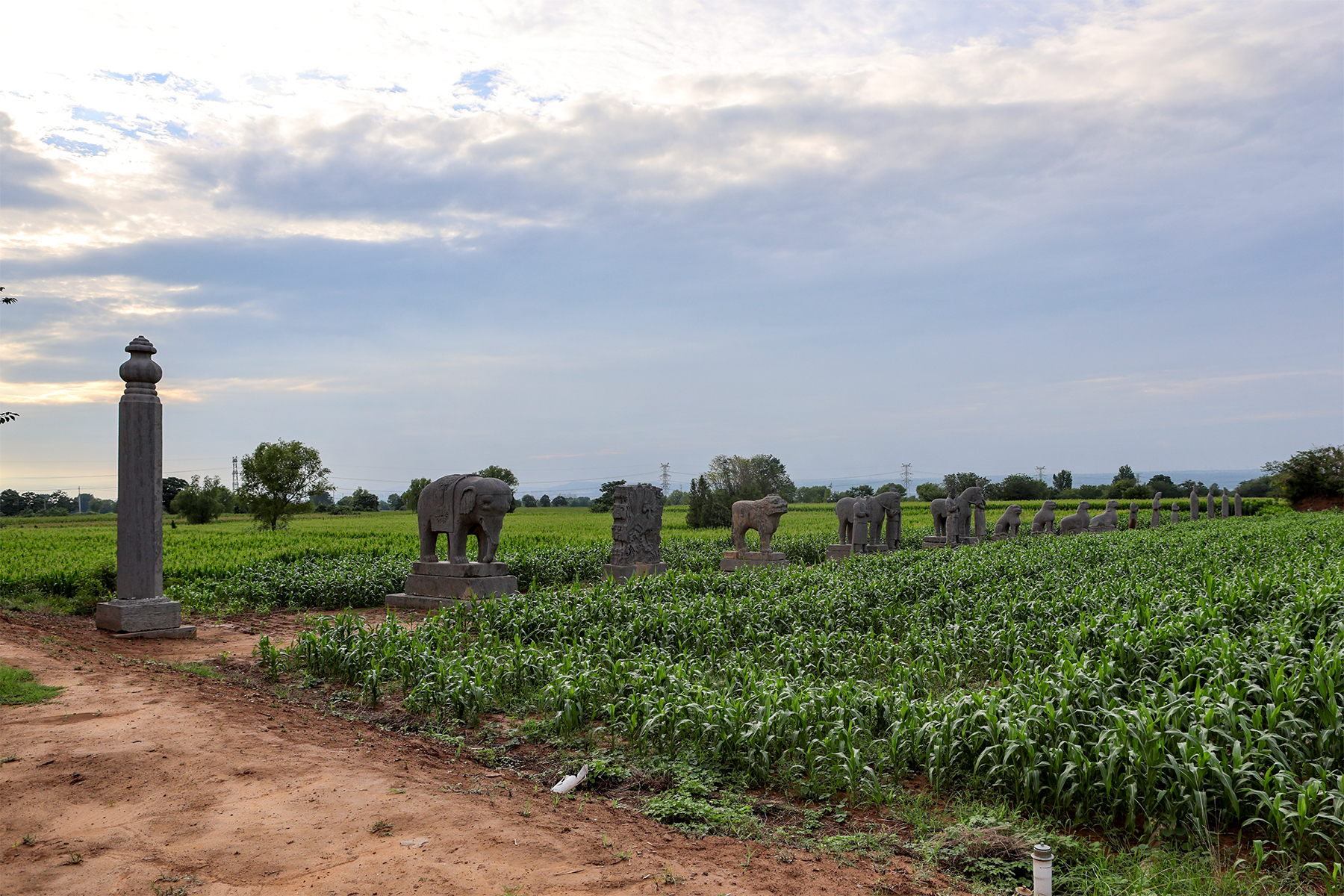
神道西列石像生
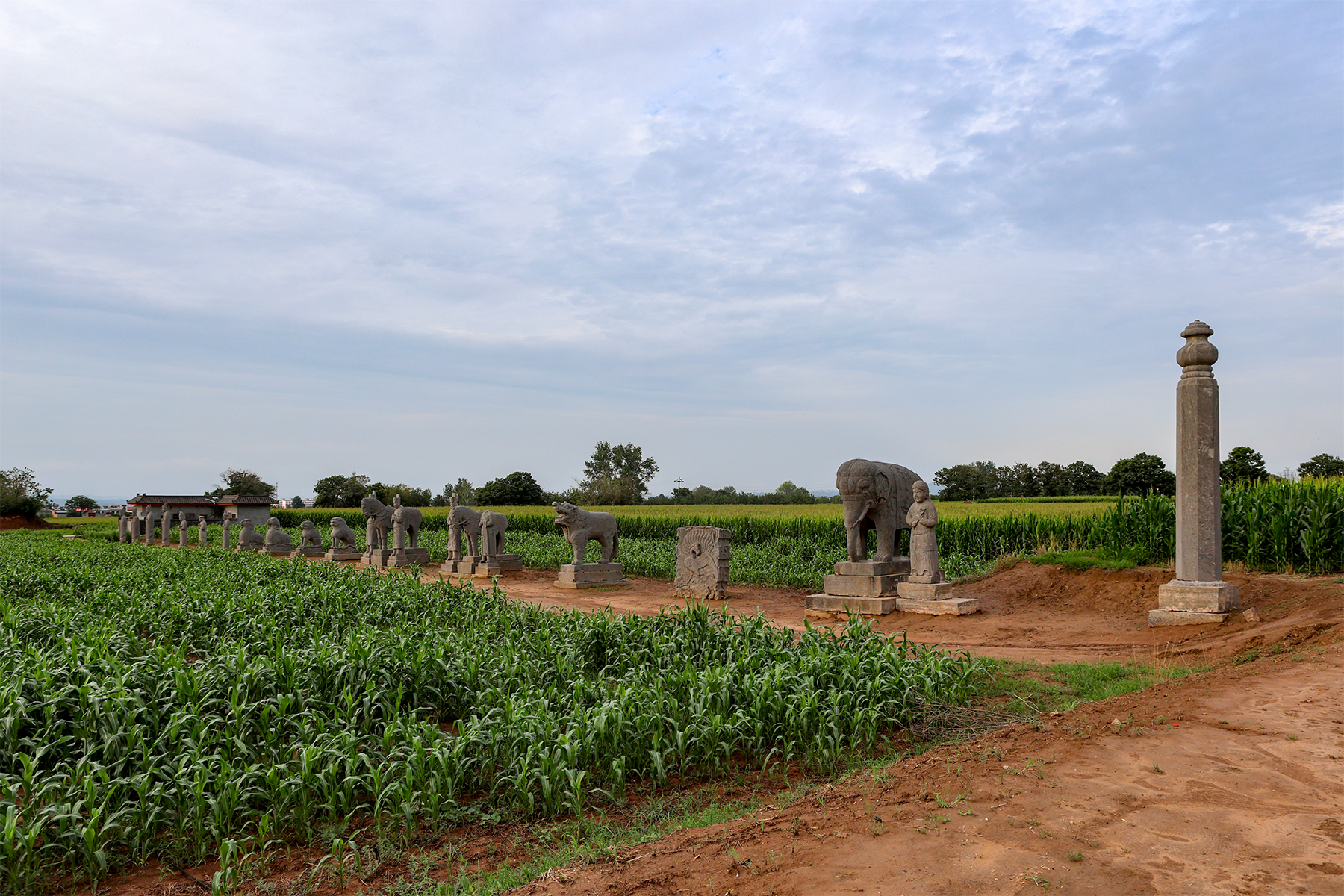
神道东列石像生

永泰陵神道两侧现存的石像从南向北依次为：
- 望柱两件：东西列各一件石望柱，与永裕陵望柱形制相同，柱身有八个棱面，棱面上的花纹改为阴线刻[10]:256。

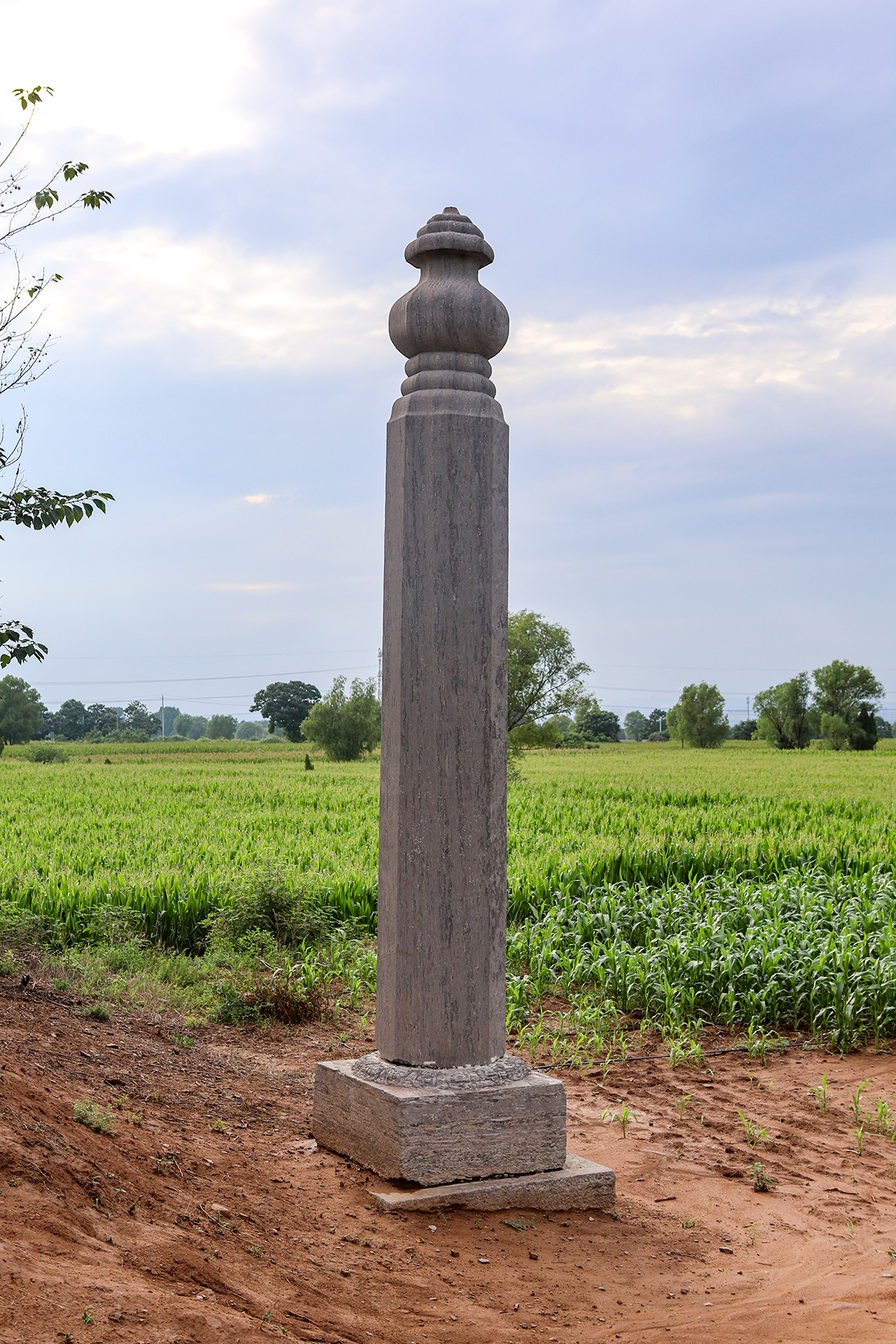
石望柱（西列）
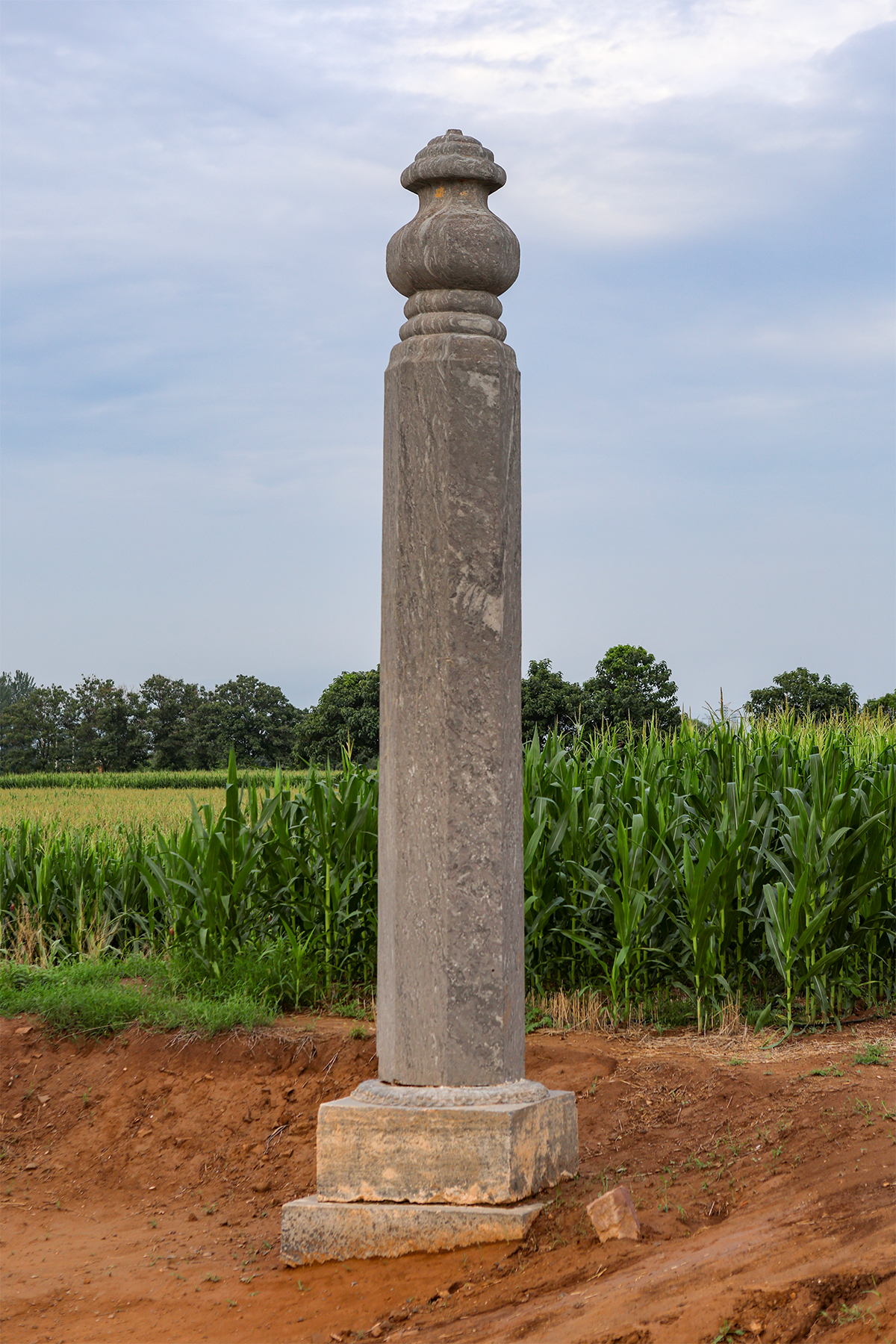
石望柱（东列）

- 象与驯象人两组：东西列各有一组象与驯象人石像，每组包括一件石象和一件驯象人石像。西列的驯象人已缺失，故现存象两件和驯象人一件。石象的鼻尖向内弯曲，鼻端卷一物，似是甜瓜。象背上披鞯褥，中间雕饰莲花，两侧浮雕莲花蹬。络头和蹬系上雕有团花图案，项带和后鞦上雕有铃铛和缨穗。驯象人石像位于东列石像南侧，形体较矮小，卷发披肩，头束巾带。驯象人身穿圆领窄袖袍，脚穿圆头履，双手握一镐状物[10]:262。

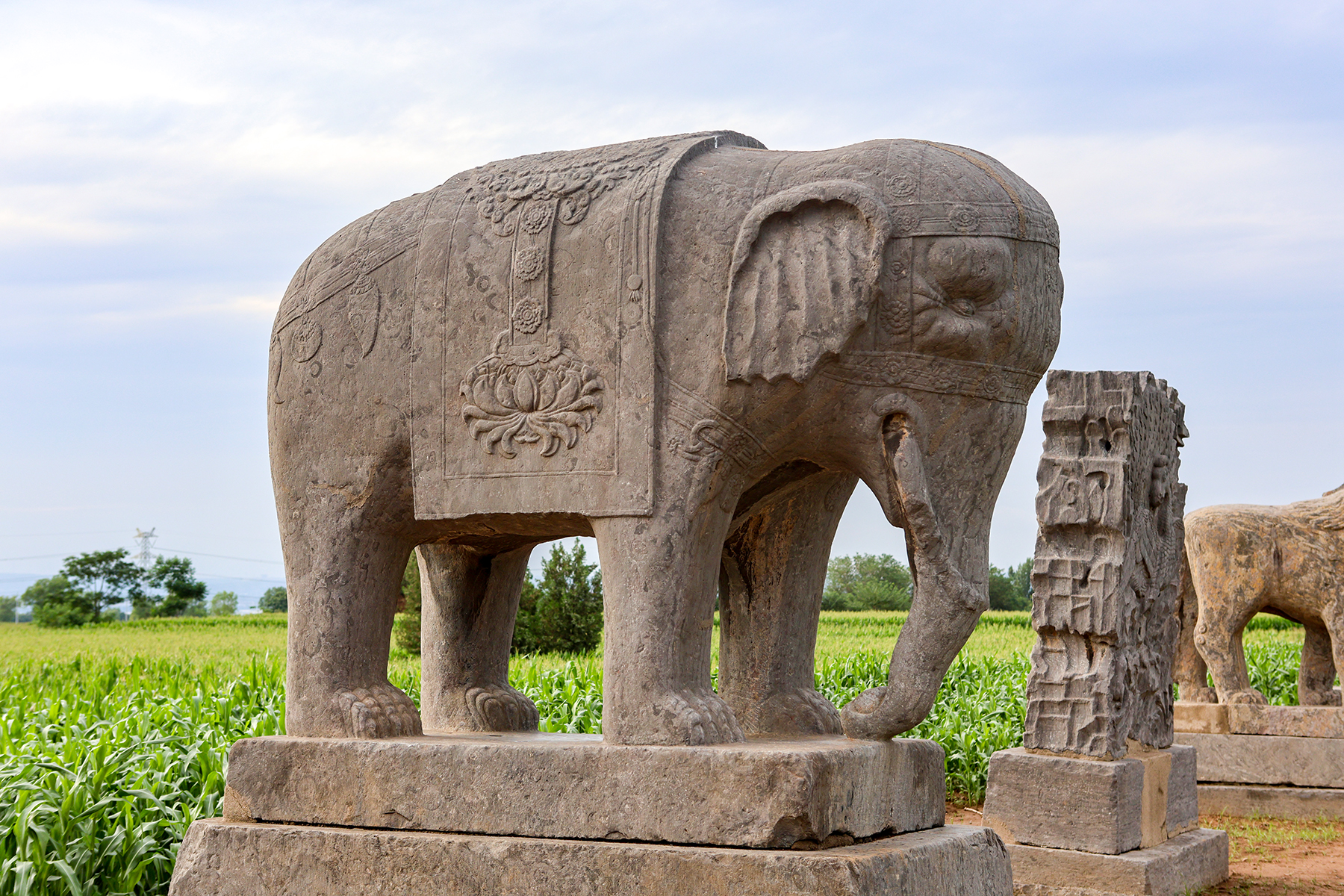
石象（西列）
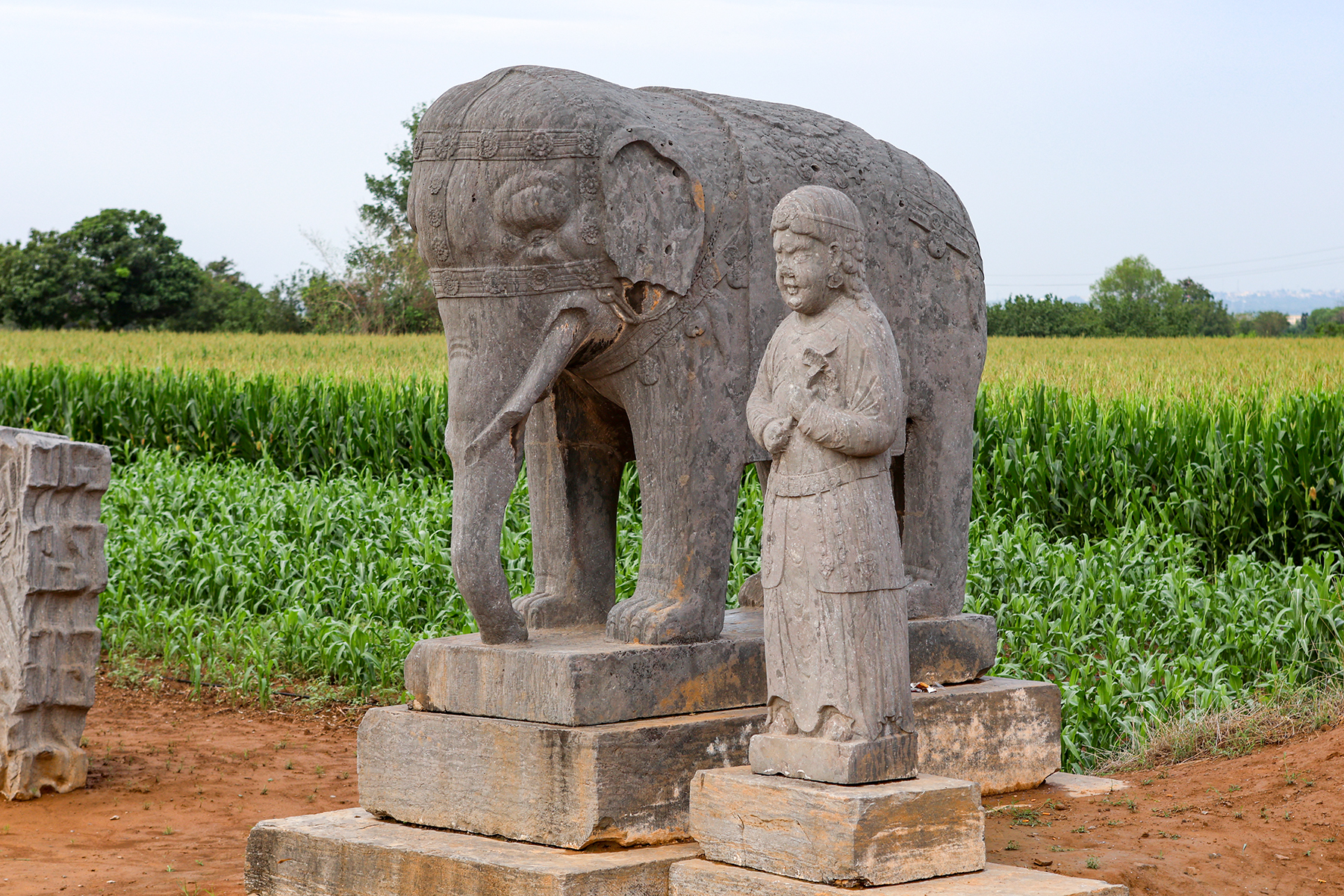
石象与驯象人石像（东列）

- 瑞禽石屏两件：东西列各一件瑞禽石屏，造型与永裕陵的相似，屏顶呈山形，四面浮雕山石纹。瑞禽为马首禽身，作展翅回望姿态，禽尾似扇面。东列的瑞禽石屏底座缺失，显得较矮[10]:262。

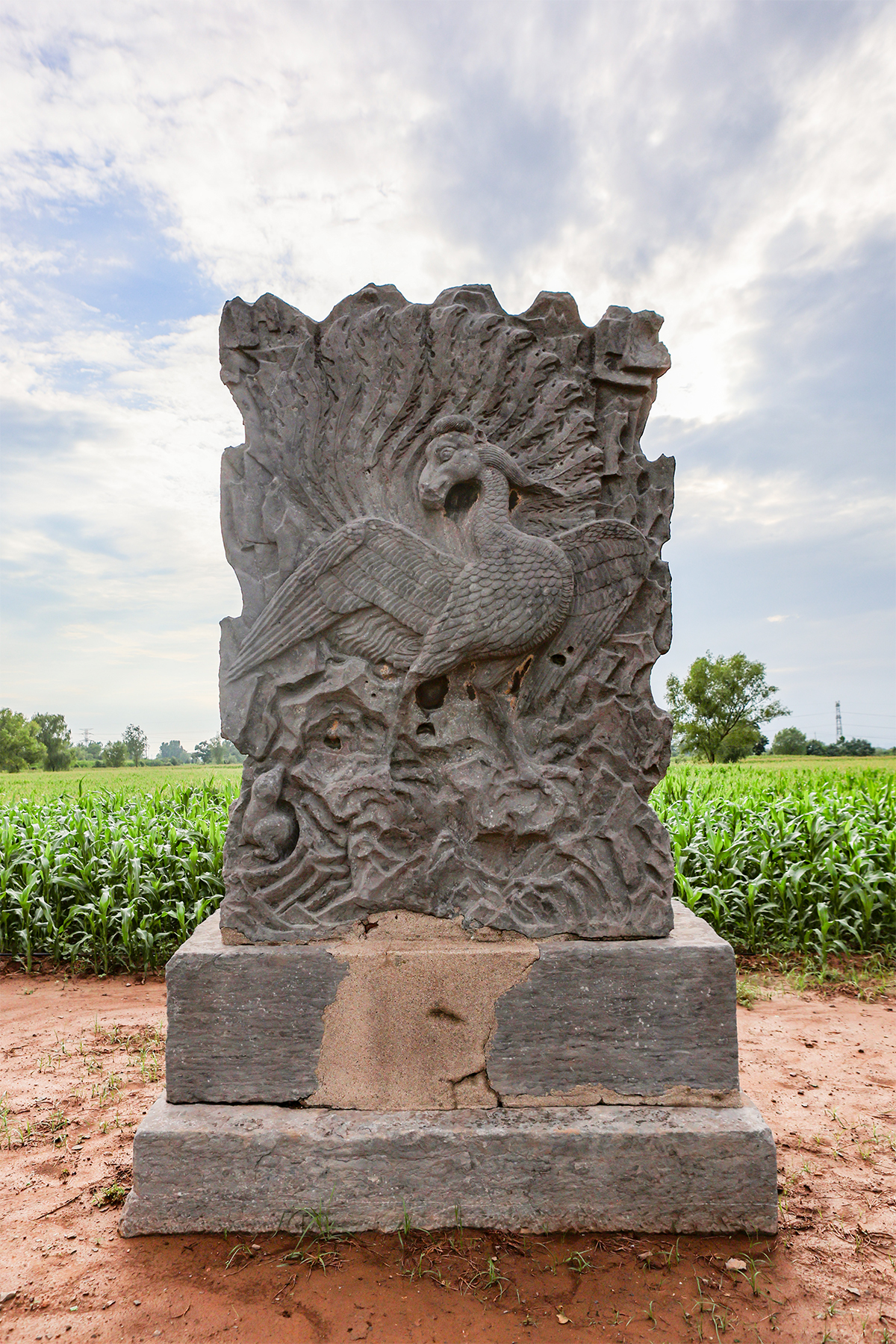
瑞禽石屏（西列）
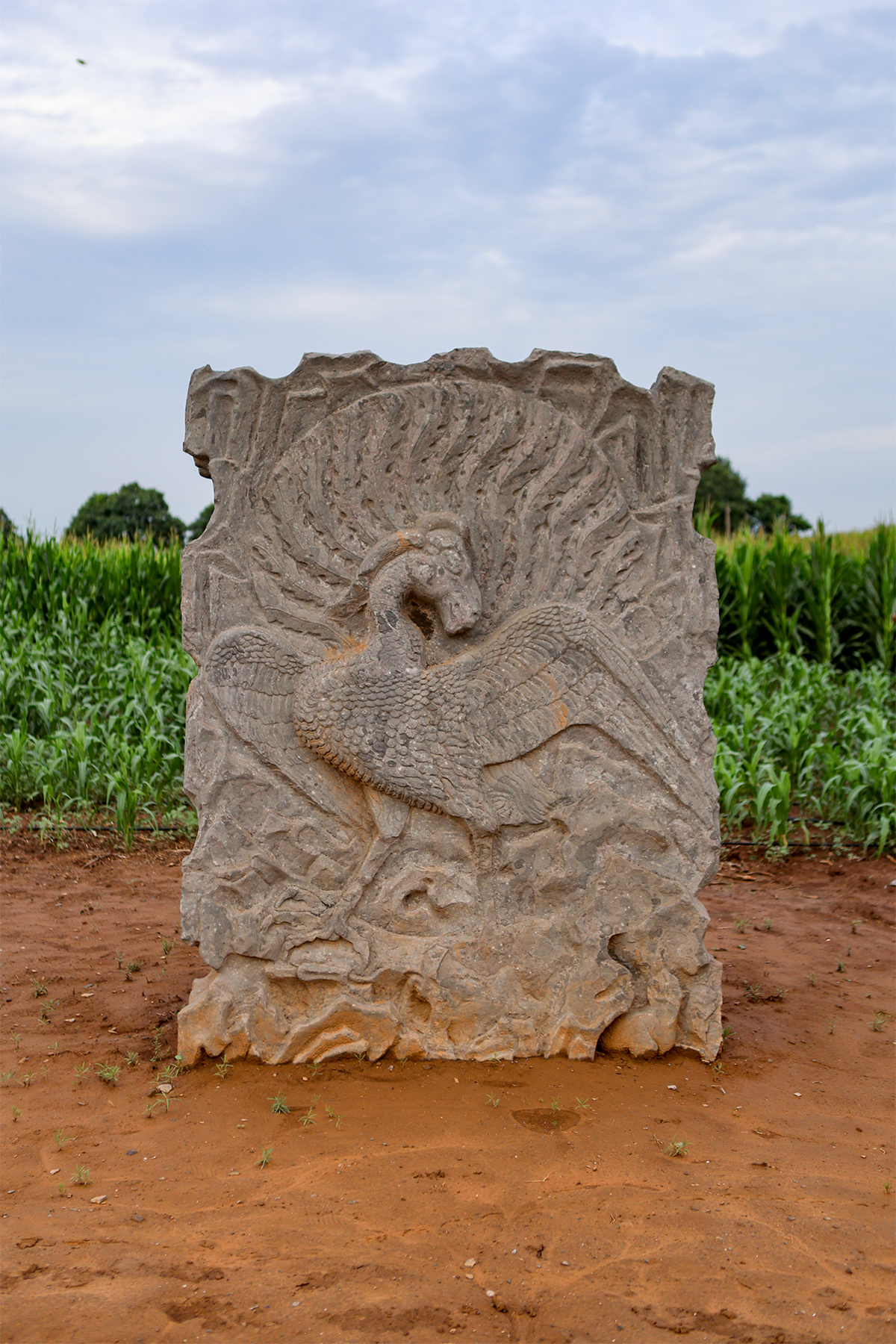
瑞禽石屏（东列）

- 甪端两件：东西列各一件甪端石像，身型较短，独角披鬣，长尾下垂，两肋间雕有火焰状翼翅。东列的甪端张口，做嘶鸣状，西列的为合口，上唇残损[10]:262。

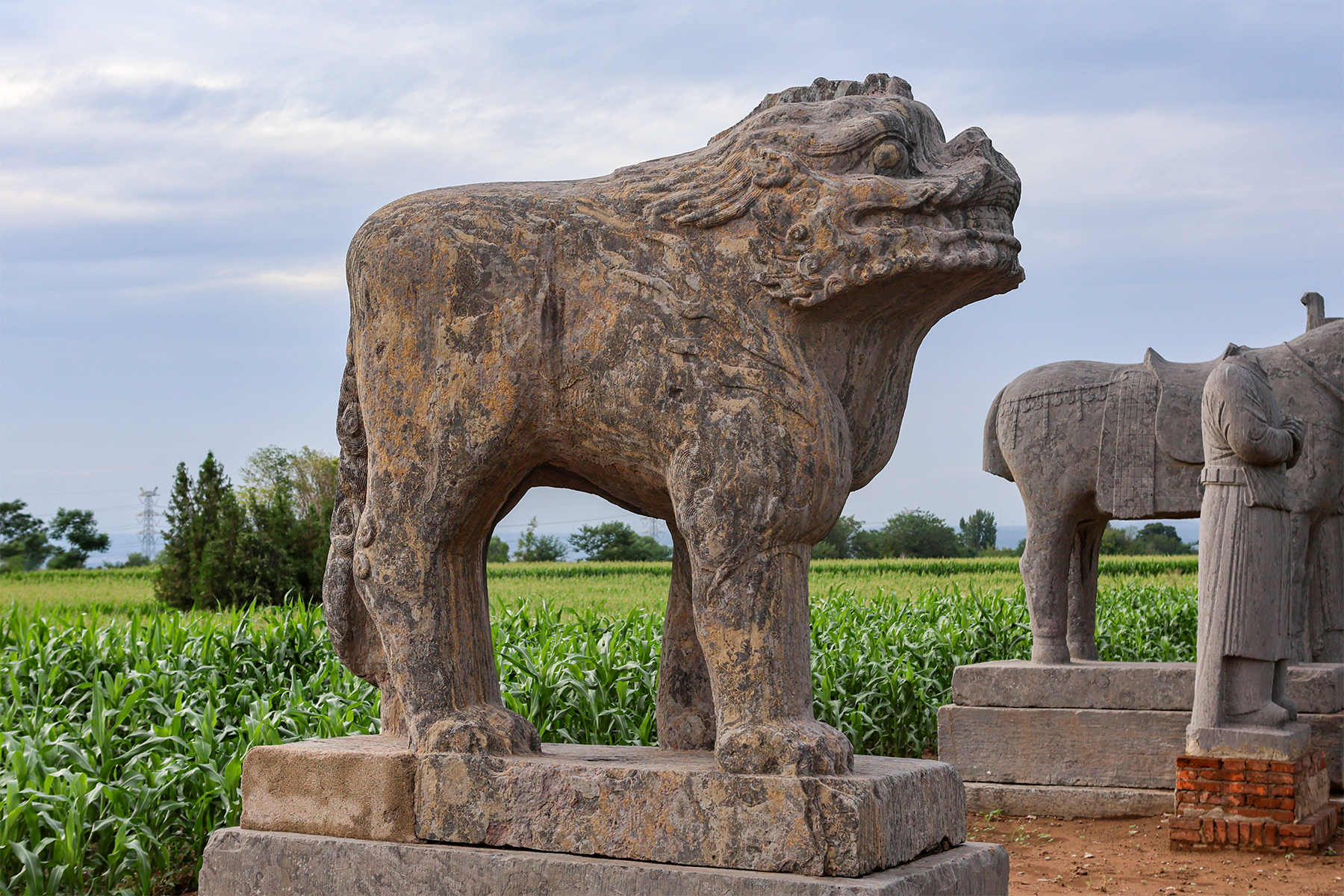
石甪端（西列）
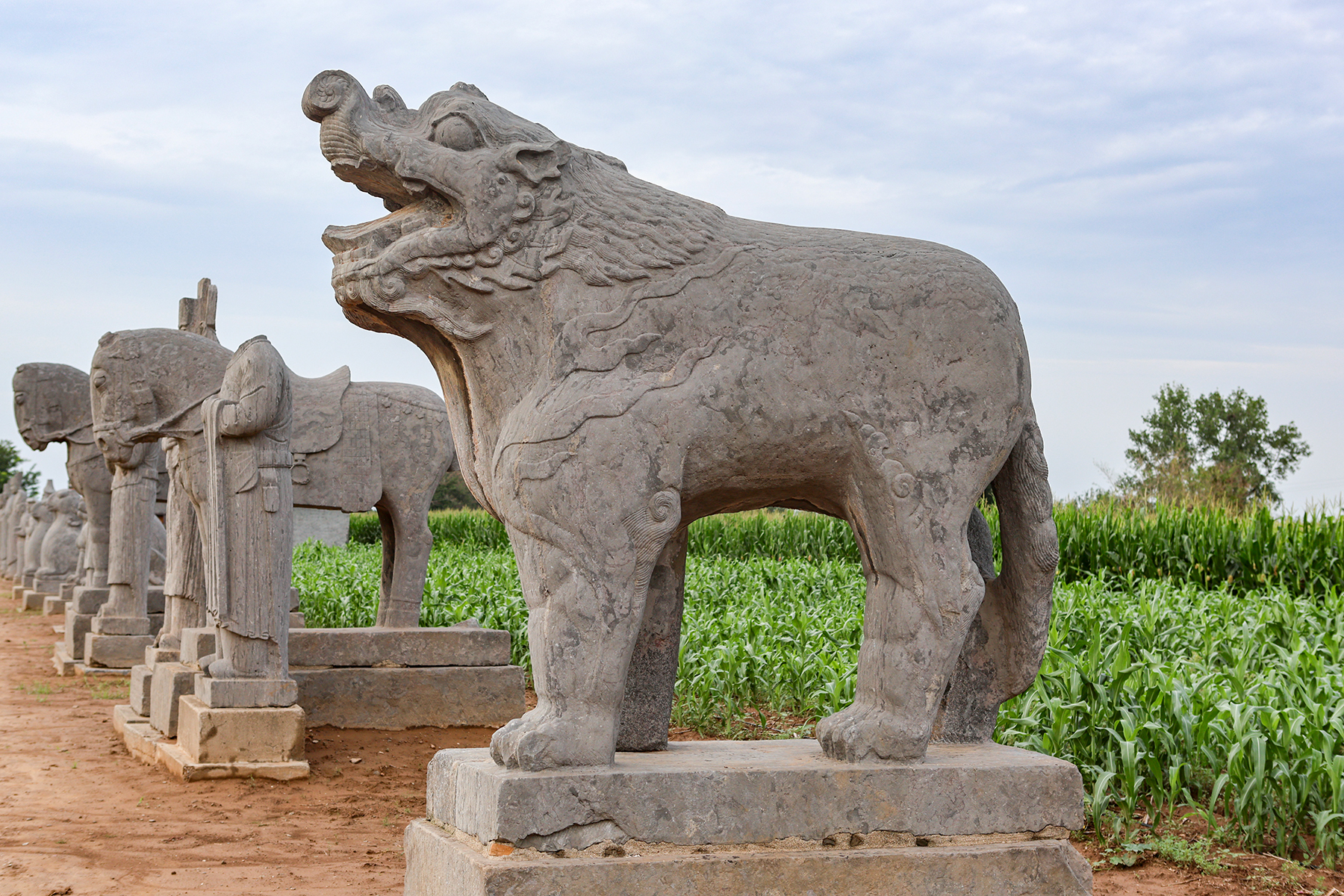
石甪端（东列）

- 马与控马官四组：每组包括一件石马和两件控马官石像，东西各两组，共四件石马和八件控马官石像。石马体型瘦高，长颈细腿，身披鞯褥，两侧刻有马蹬。东西两列最南侧的控马官石像的头部残缺，其余均大致完好。控马官均头戴幞头，身穿圆领窄袖袍，腰束革带，脚穿圆头鞋，身前腰下垂有两条帛巾，其中东列从南数第一个和西列从南数第二个控马官左臂上搭有汗巾。姿态上，东列从南数第二个和西列从南数第四个控马官手持马鞭，其余控马官则作叉手姿势[10]:262。

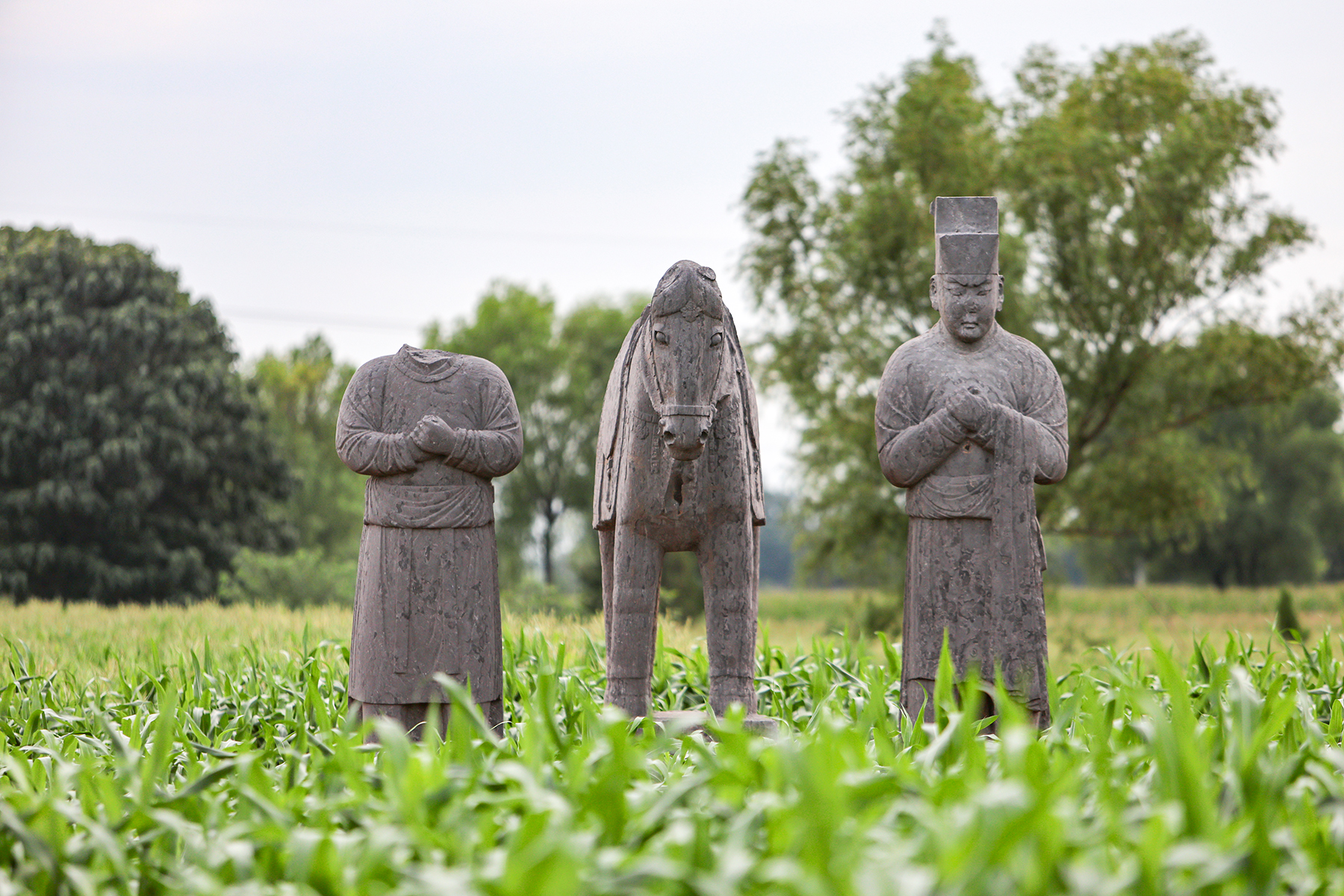
石马与控马官石像（西列南一）
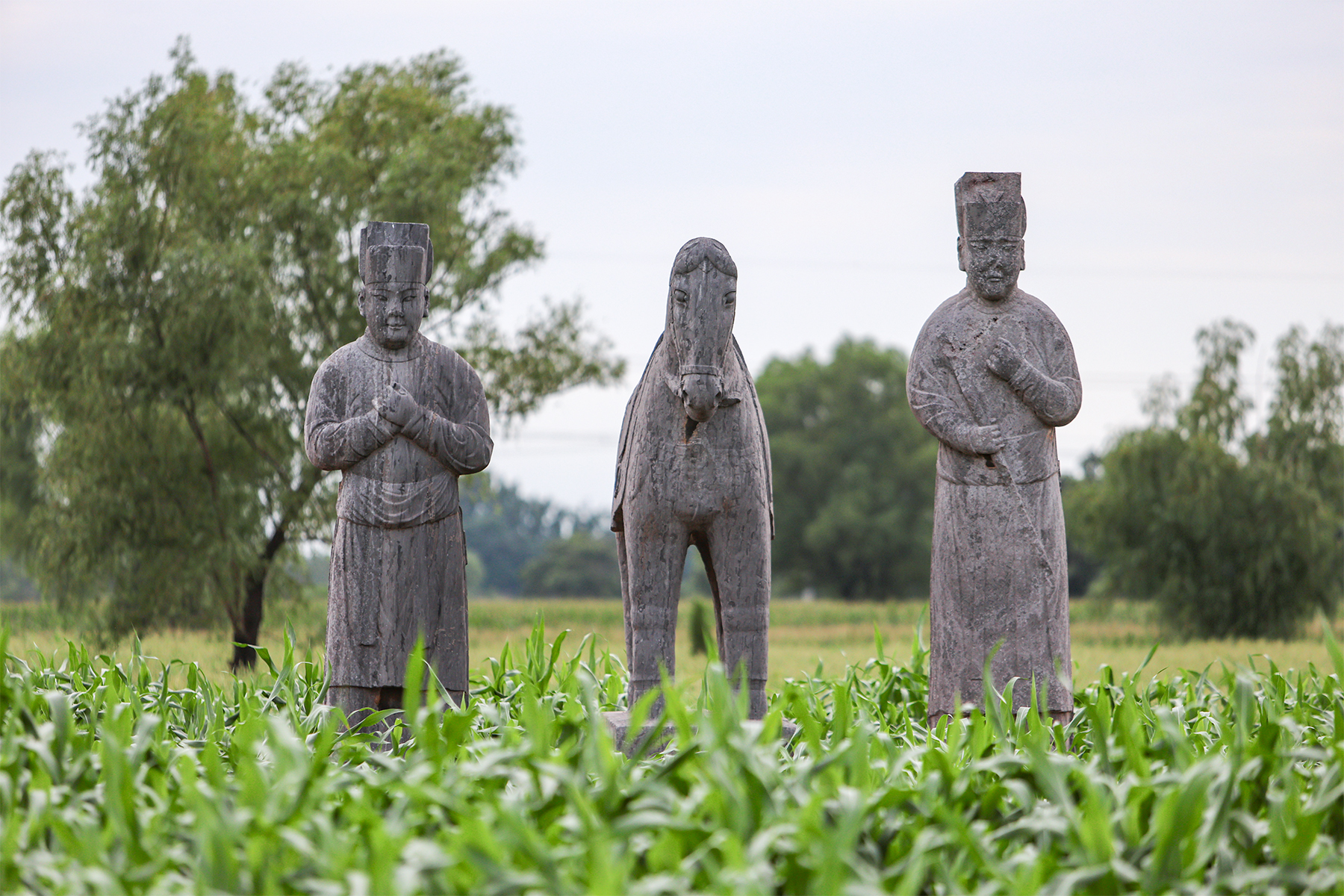
石马与控马官石像（西列南二）
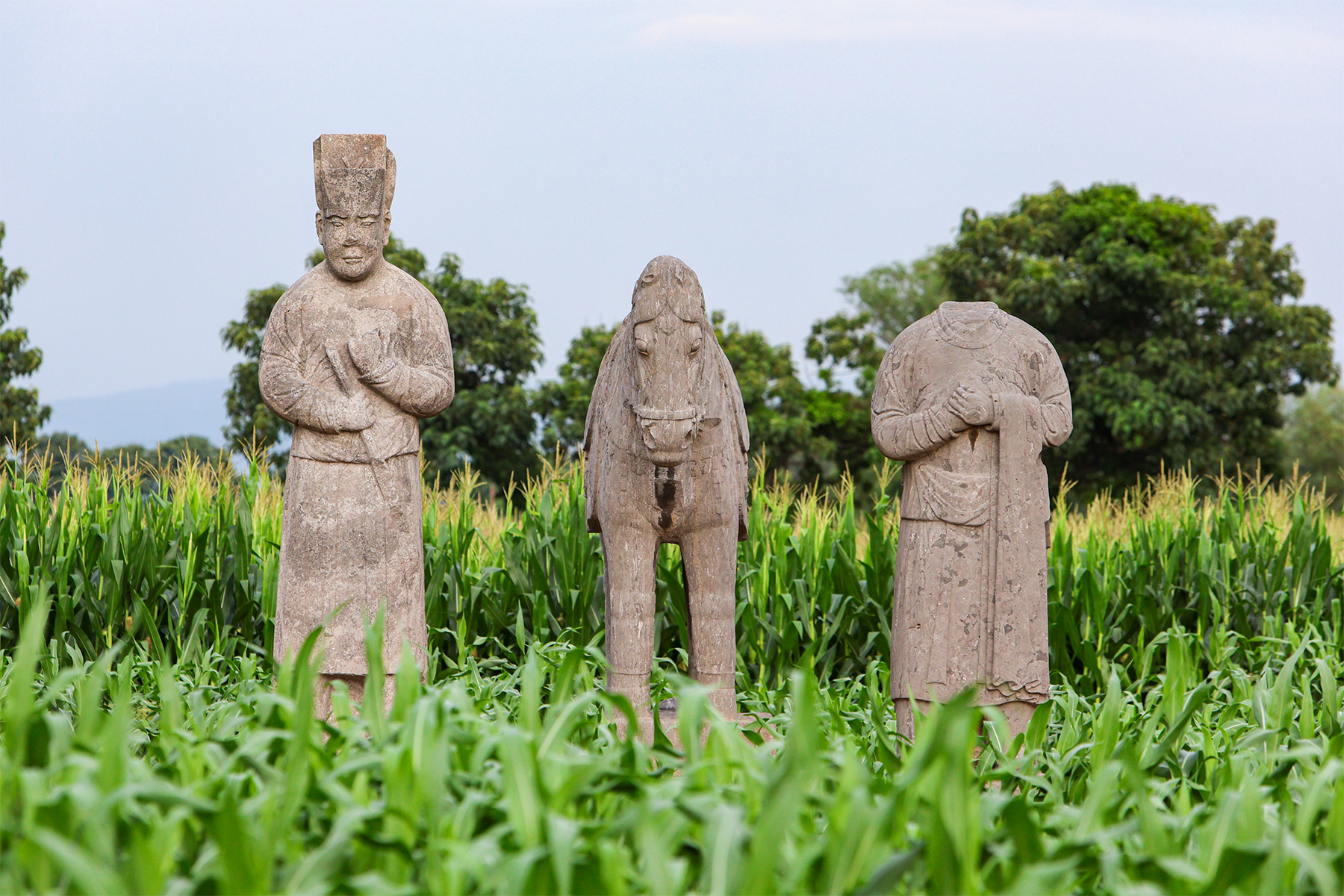
石马与控马官石像（东列南一）
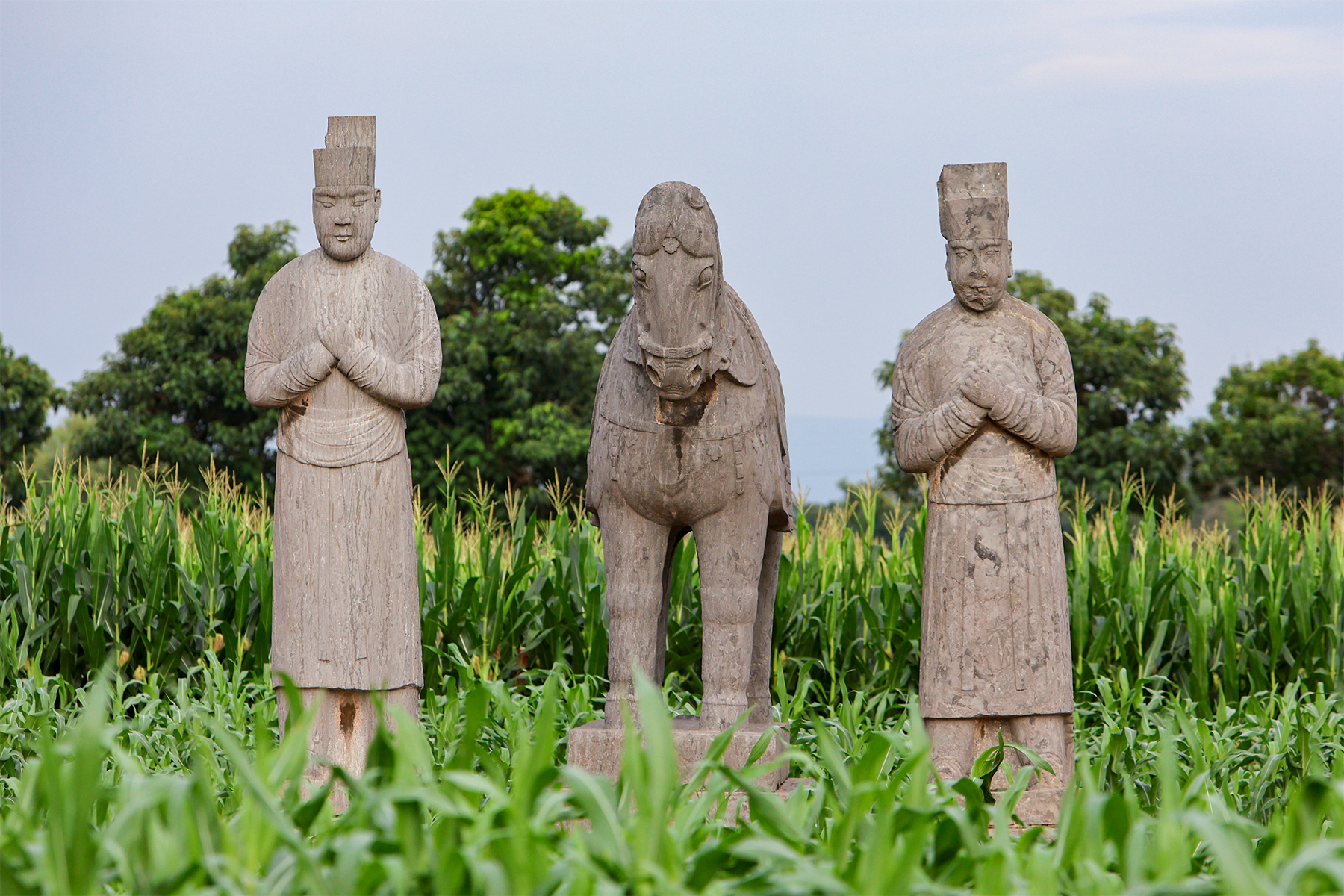
石马与控马官石像（东列南二）

- 虎四件：东西列各两件石虎，虎头仰视，唇部等细节雕刻较突出[10]:262。

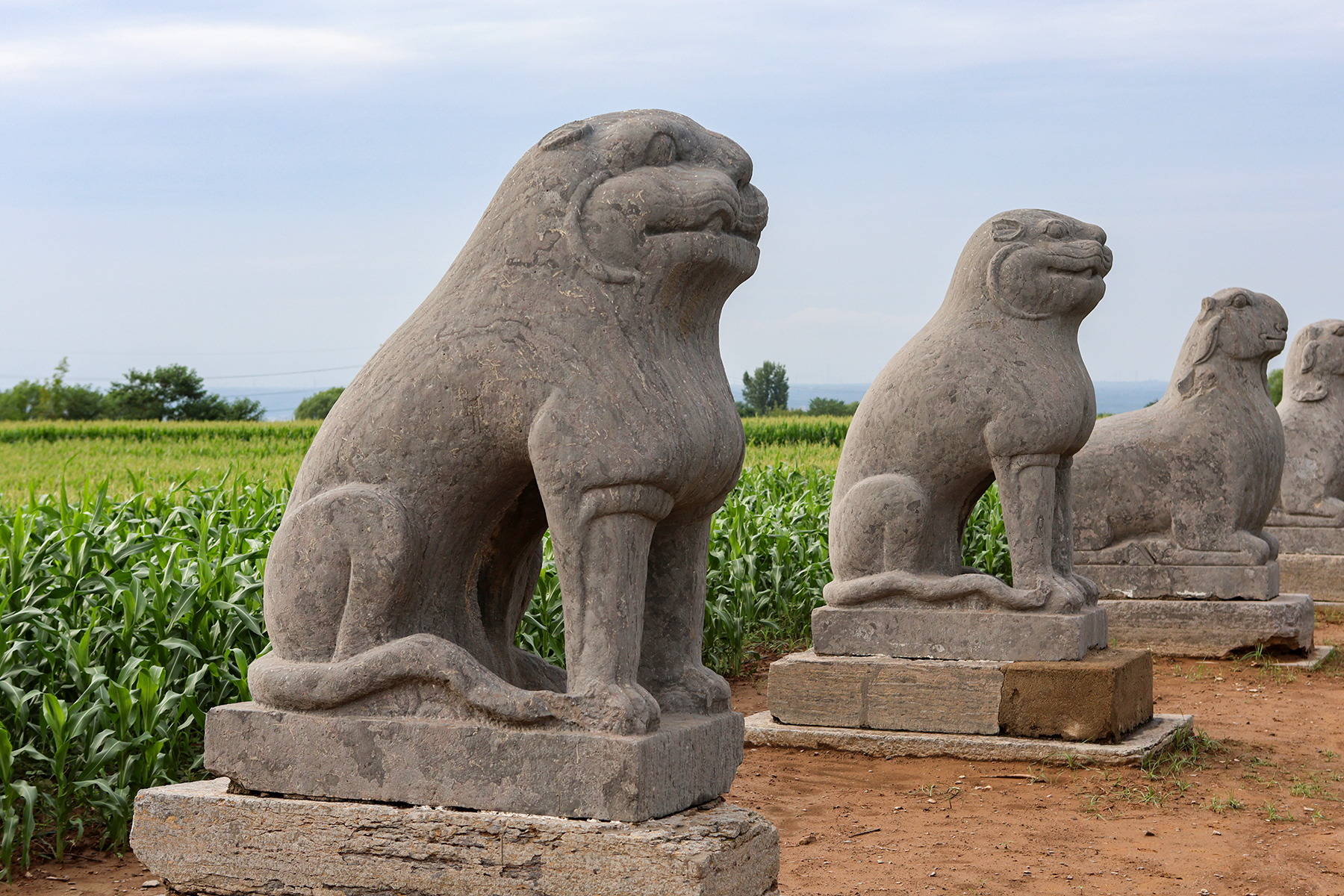
石虎（西列）
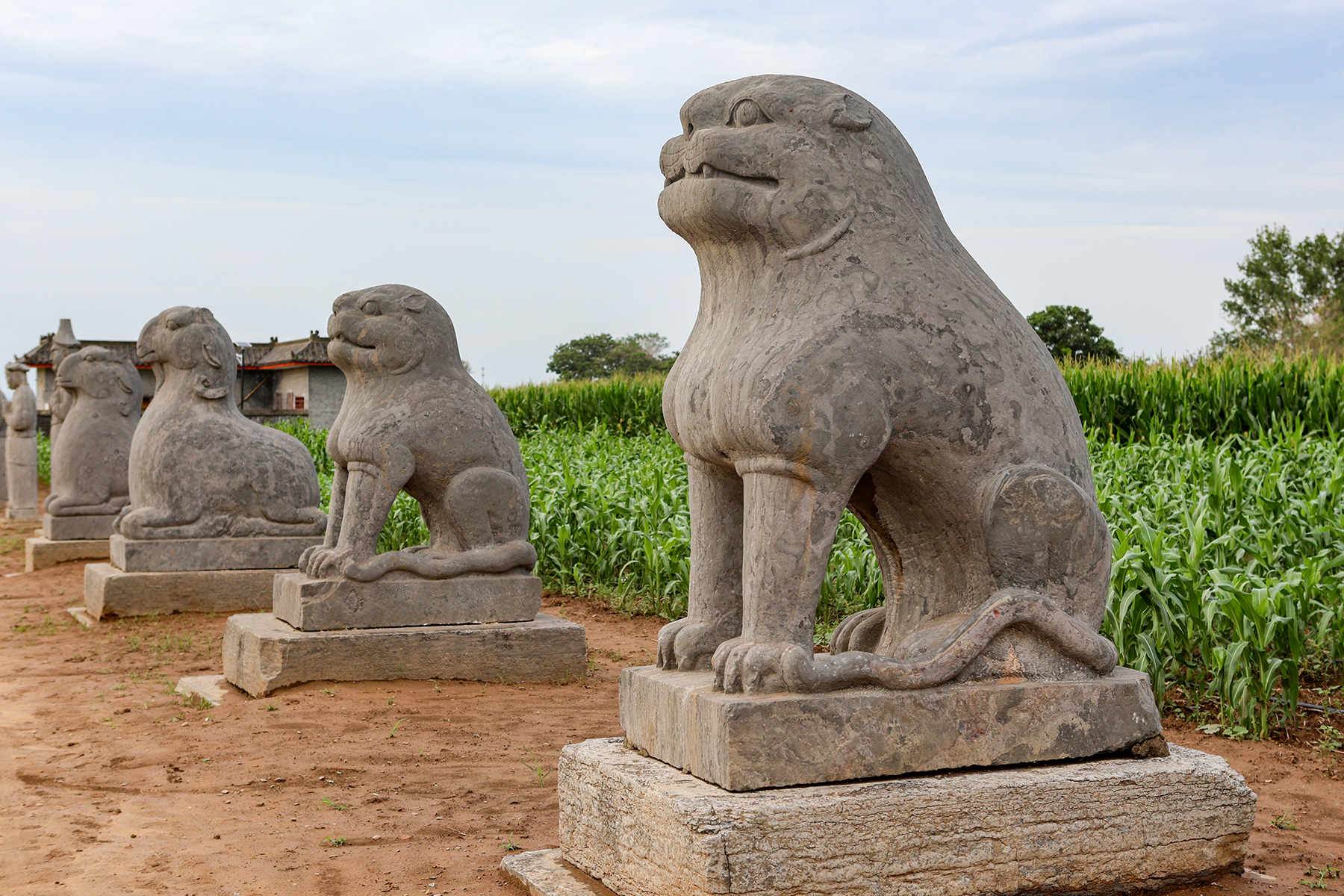
石虎（东列）

- 羊四件：东西列各两件石羊，四肢跪卧，长颈，身型较之前各陵的更为瘦小[10]:262。

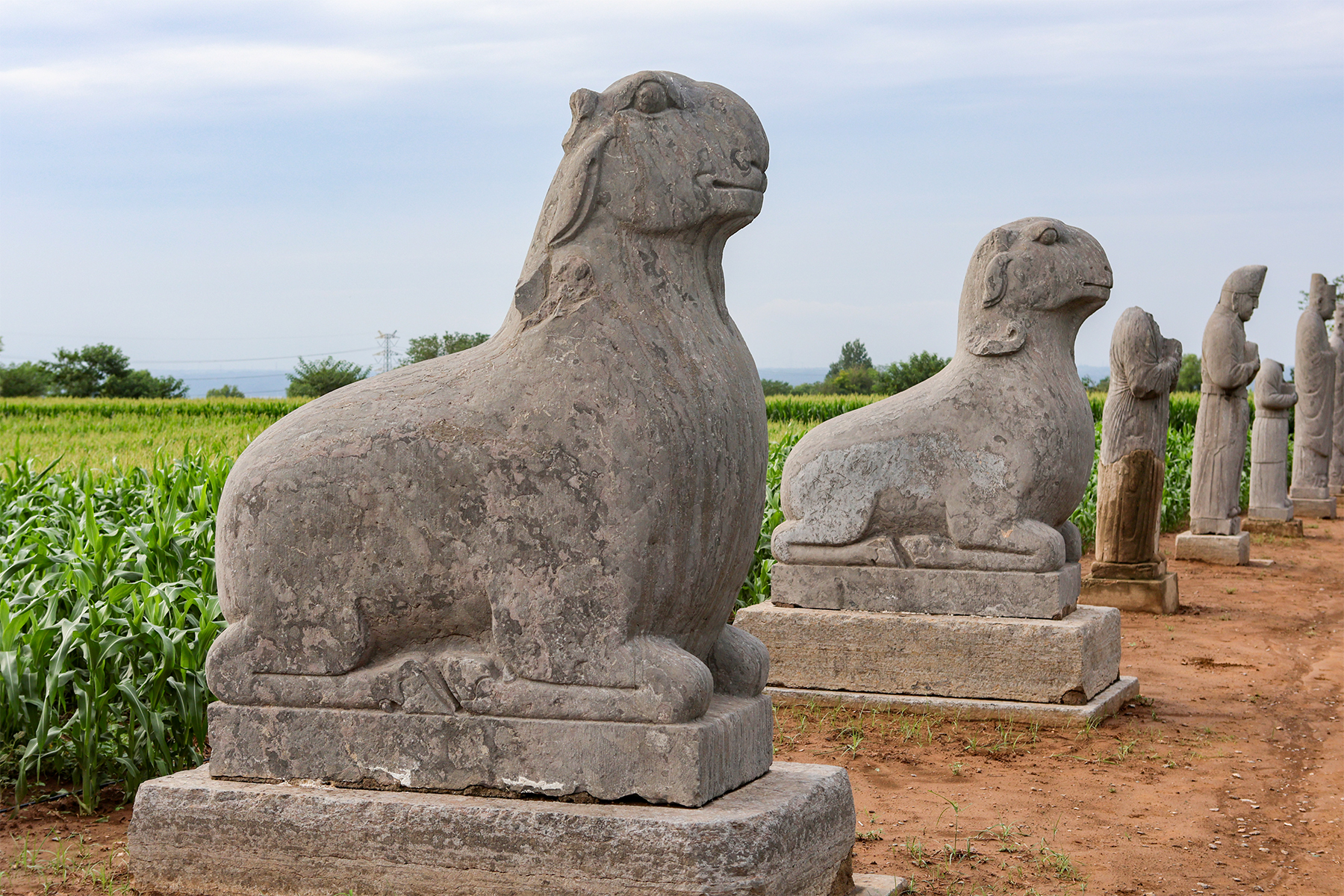
石羊（西列）
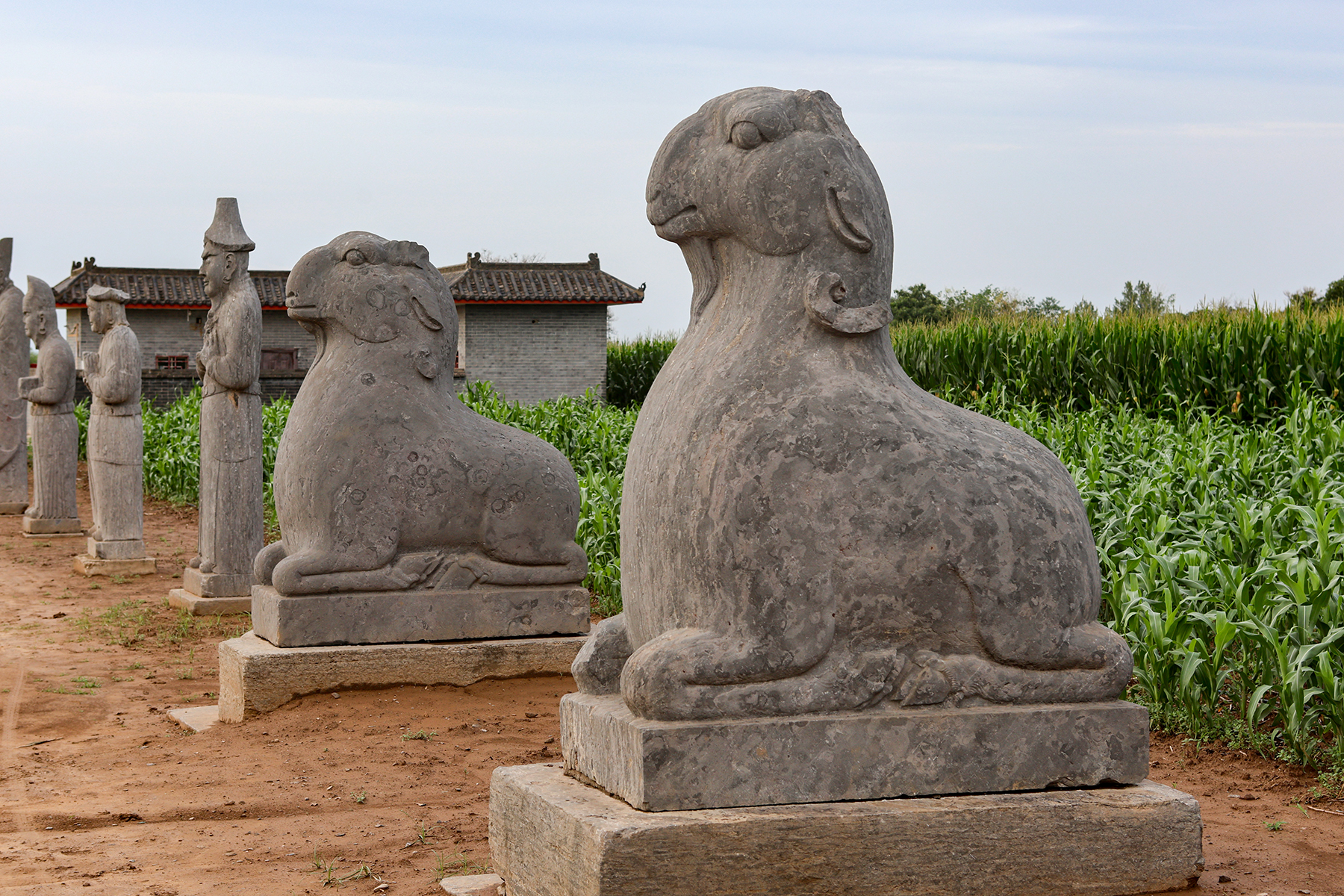
石羊（东列）

- 客使六件：东西列各有三件客使石像，均为外族打扮，手捧宝物，面容悲戚。其中东列从南数第一个客使下颌蓄长须，头戴高筒顶敞沿帽，身穿圆领窄袖袍，手捧鹿角状宝物；第二个客使身材矮小，头发束成长鞭披在肩上，头戴六棱卷沿帽，身穿圆领窄袖袍，手捧珊瑚状宝物；第三个客使方脸多髯，双耳戴耳环，头戴高冠，身穿窄袖袍，手捧长方形宝盒。西列从南数第一个客使头部和下身残缺，可看出身穿长衫，手捧瓶状宝物；第二个客使圆脸高鼻，双耳戴耳环，头戴尖顶花帽，身穿圆领窄袖袍，手捧一圆角方形宝盒；第三个客使头部缺损，身穿窄袖袍，手捧长方形宝盒[10]:262-266。

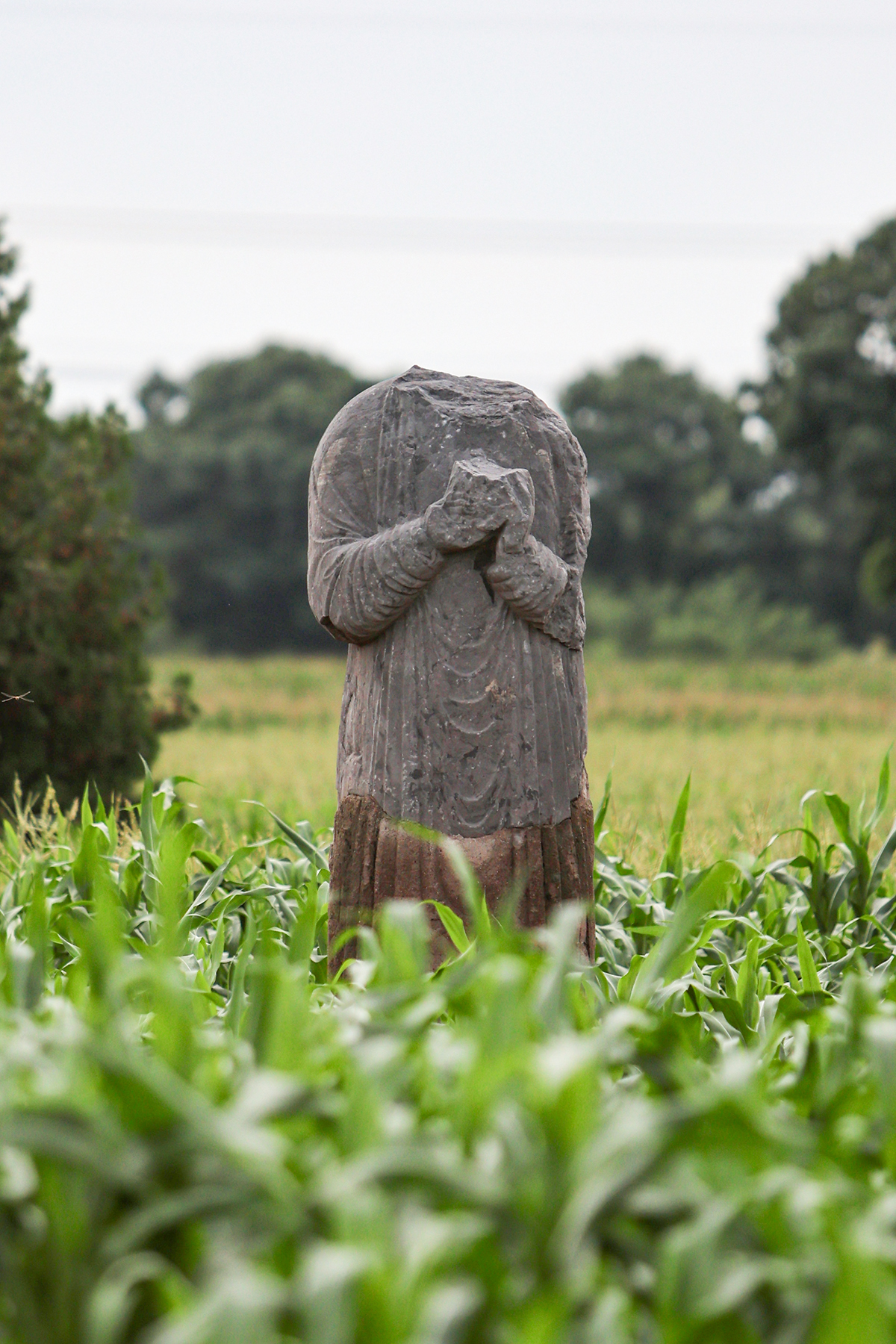
客使石像（西列南一）
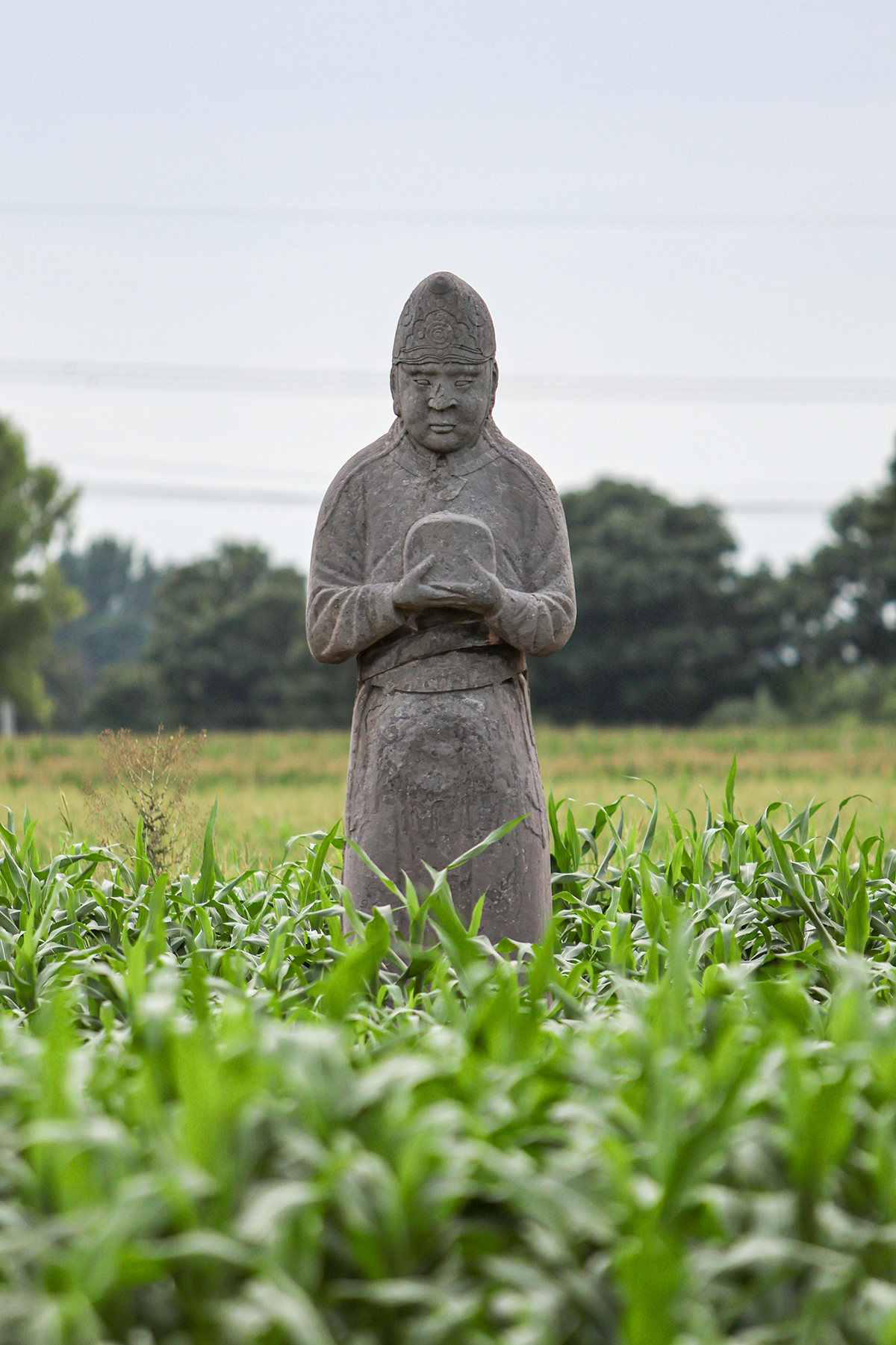
客使石像（西列南二）
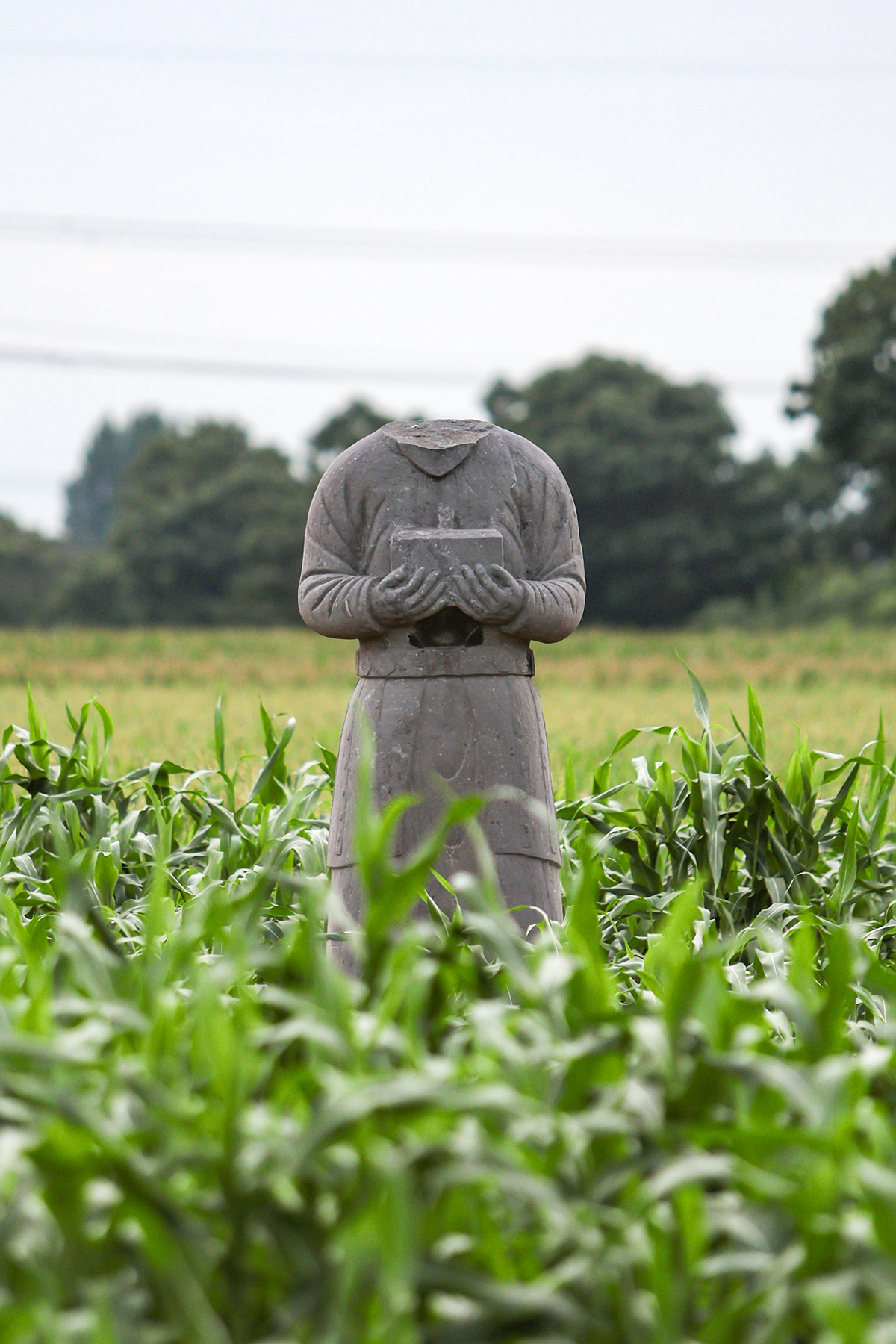
客使石像（西列南三）
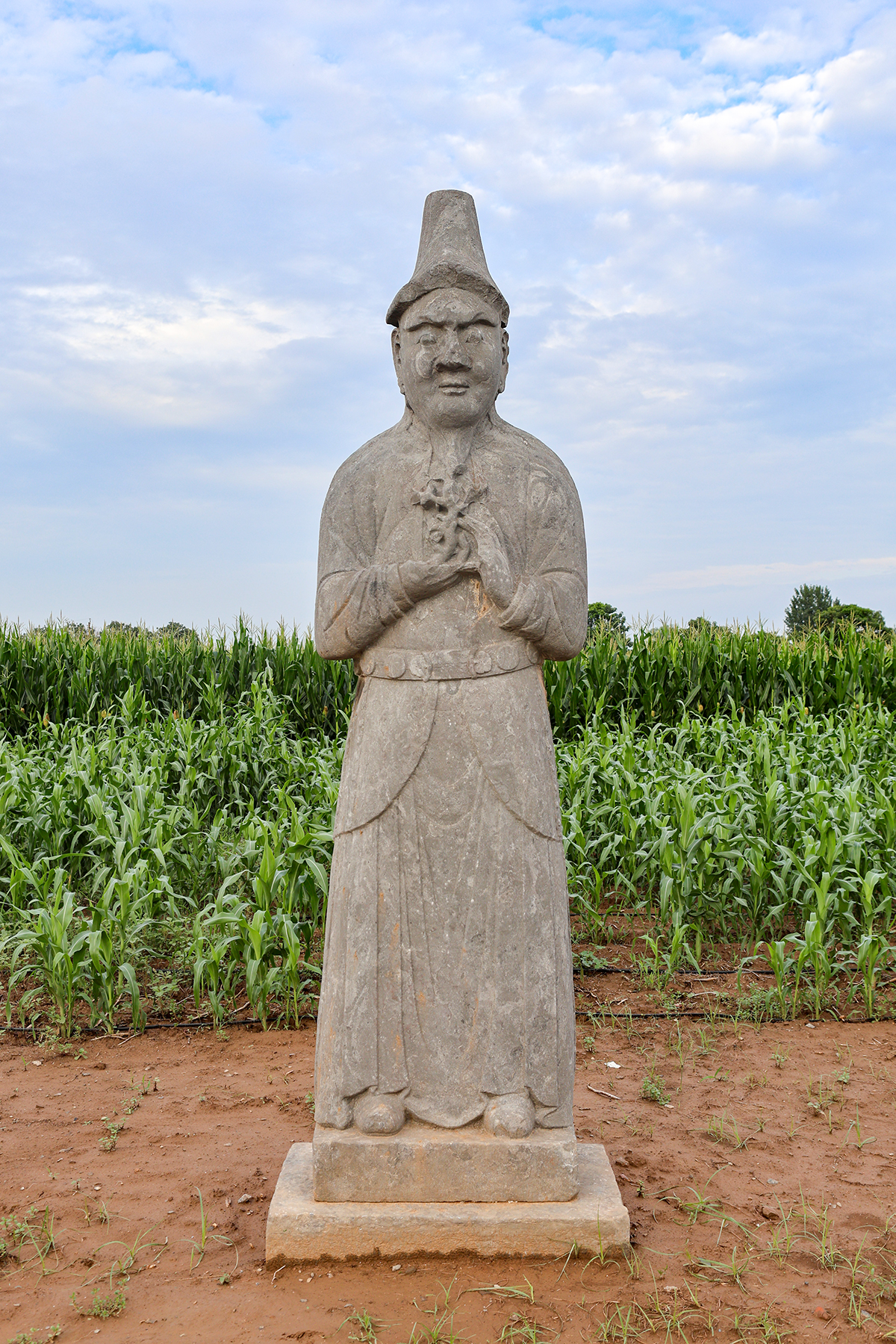
客使石像（东列南一）
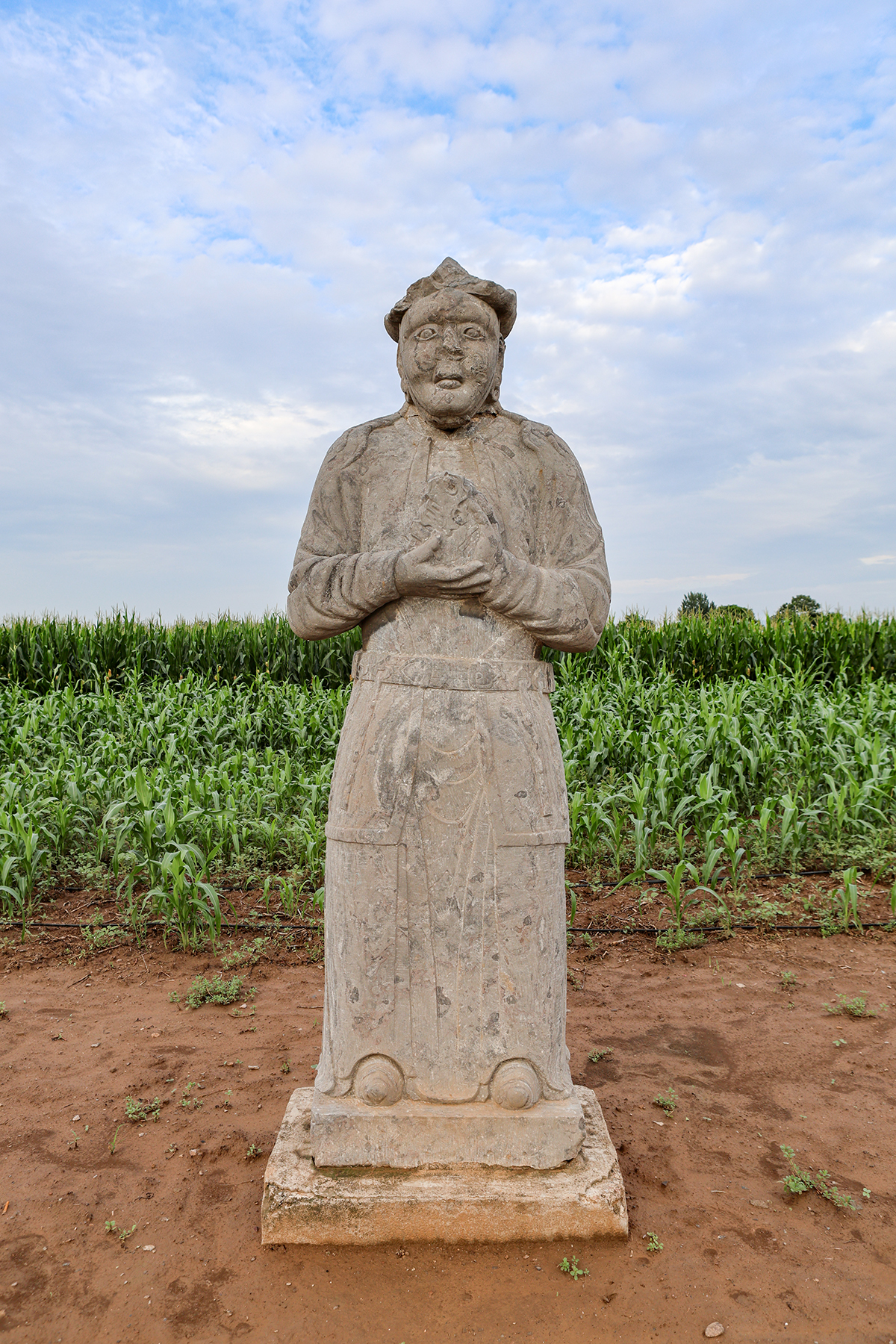
客使石像（东列南二）
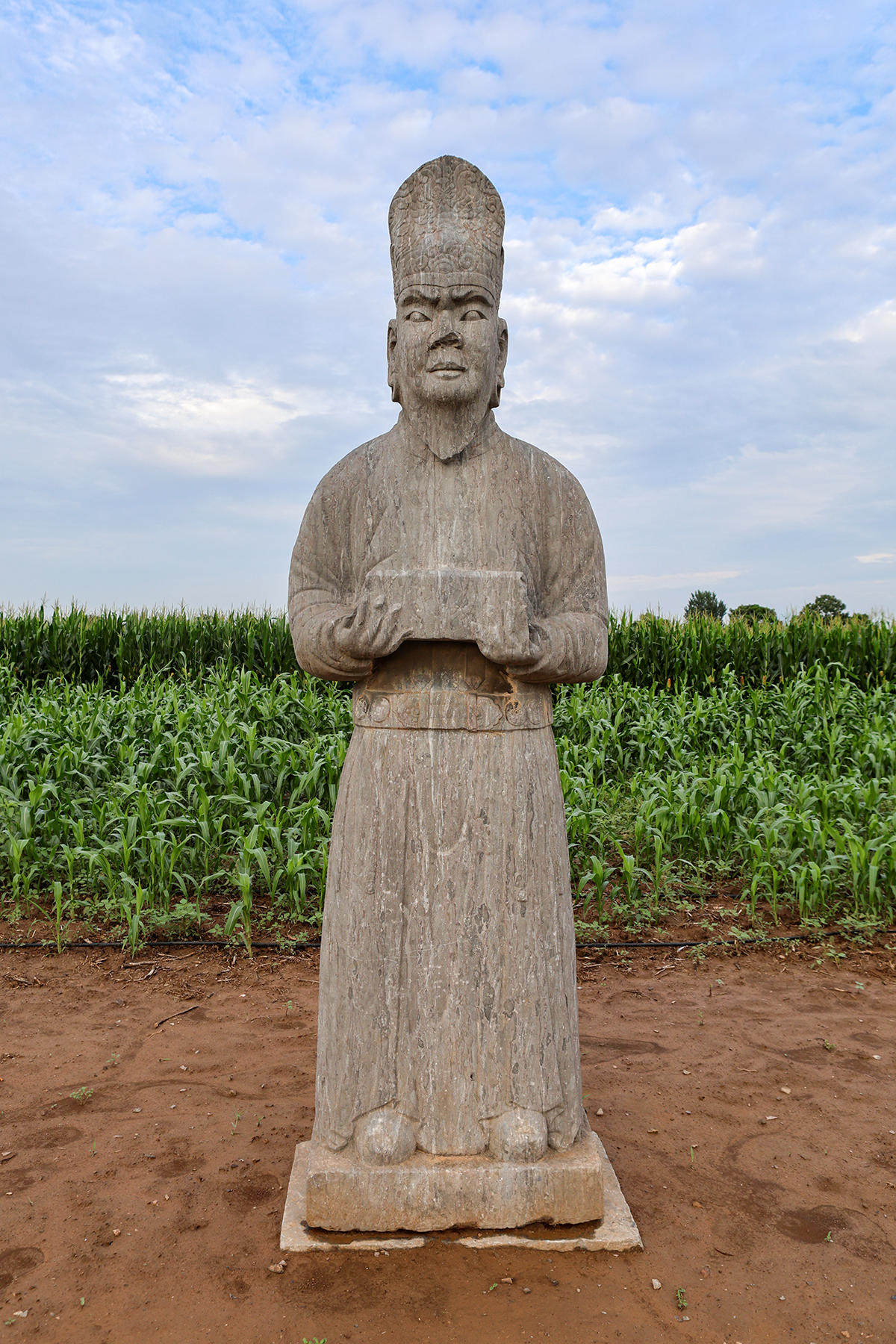
客使石像（东列南三）

- 武官四件：东西列各有两件武官石像，均戴五梁冠，冠额雕有菱形花饰，身穿右衽宽袖长袍，项间有方心曲领，胸部束帛带，身后的帛带下有两段花结长帛，中间以圆环相连，两侧垂有佩玉。双手拄剑，剑身缠有绶带[10]:266-271。

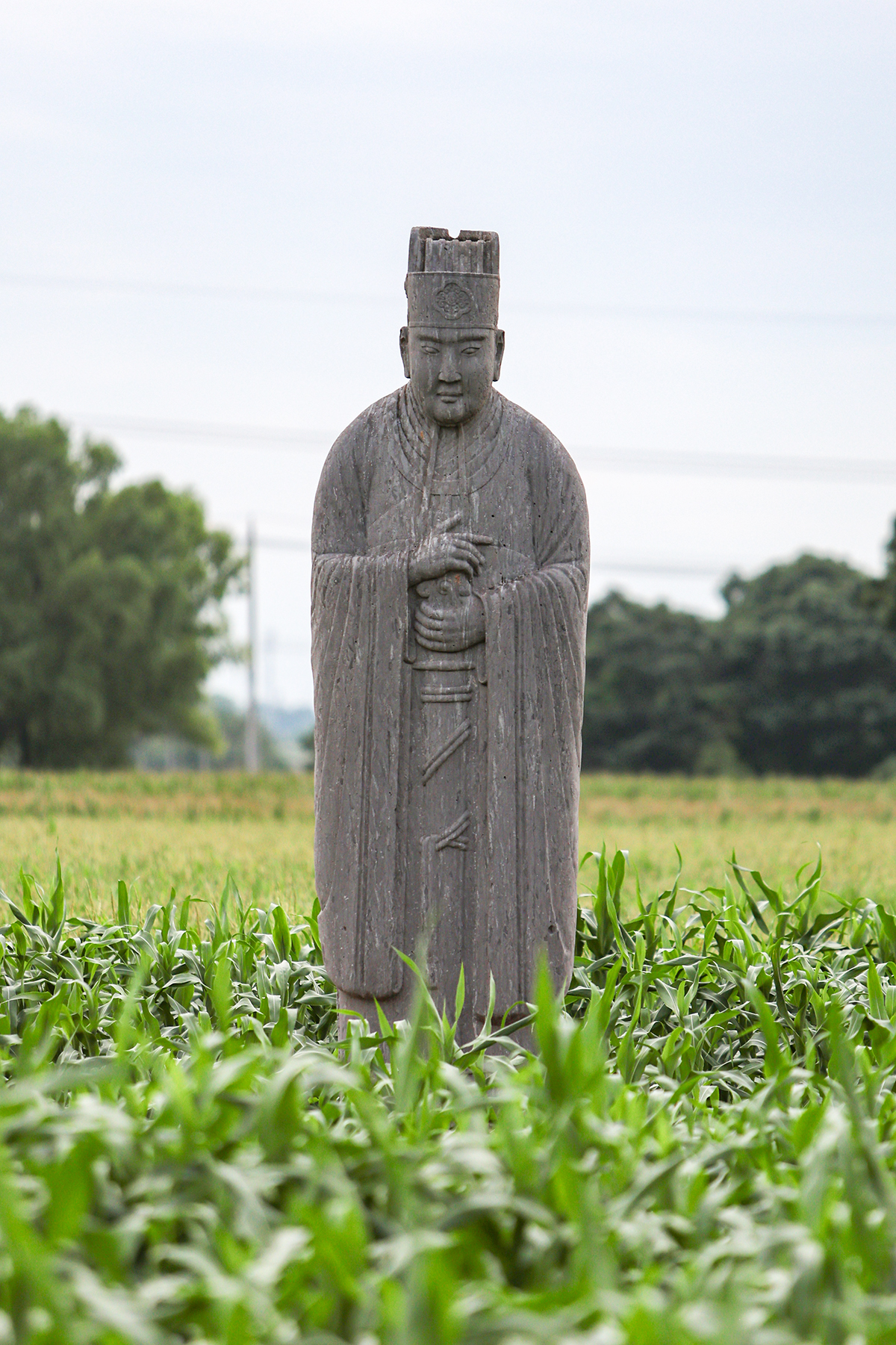
武官石像（西列南一）
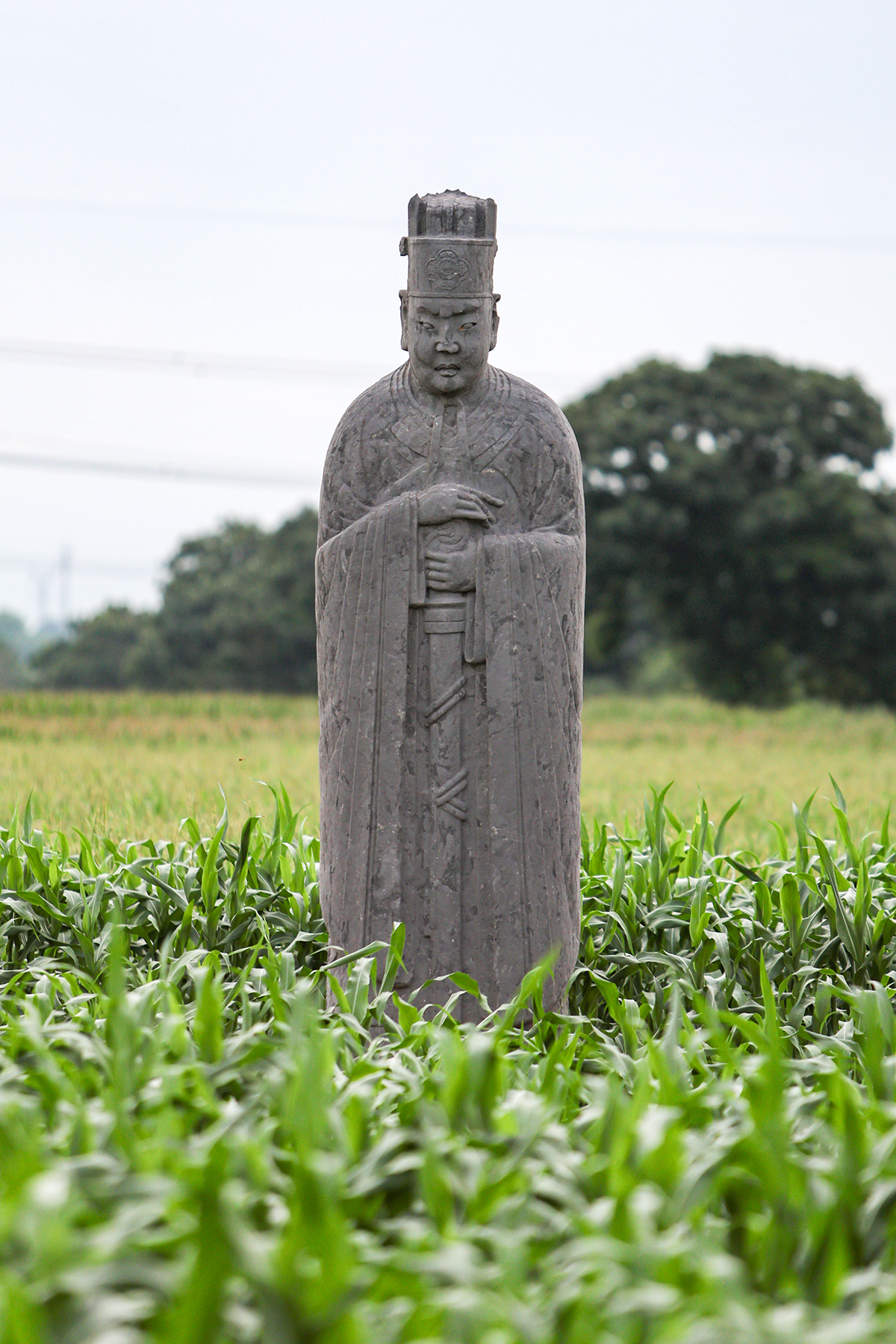
武官石像（西列南二）
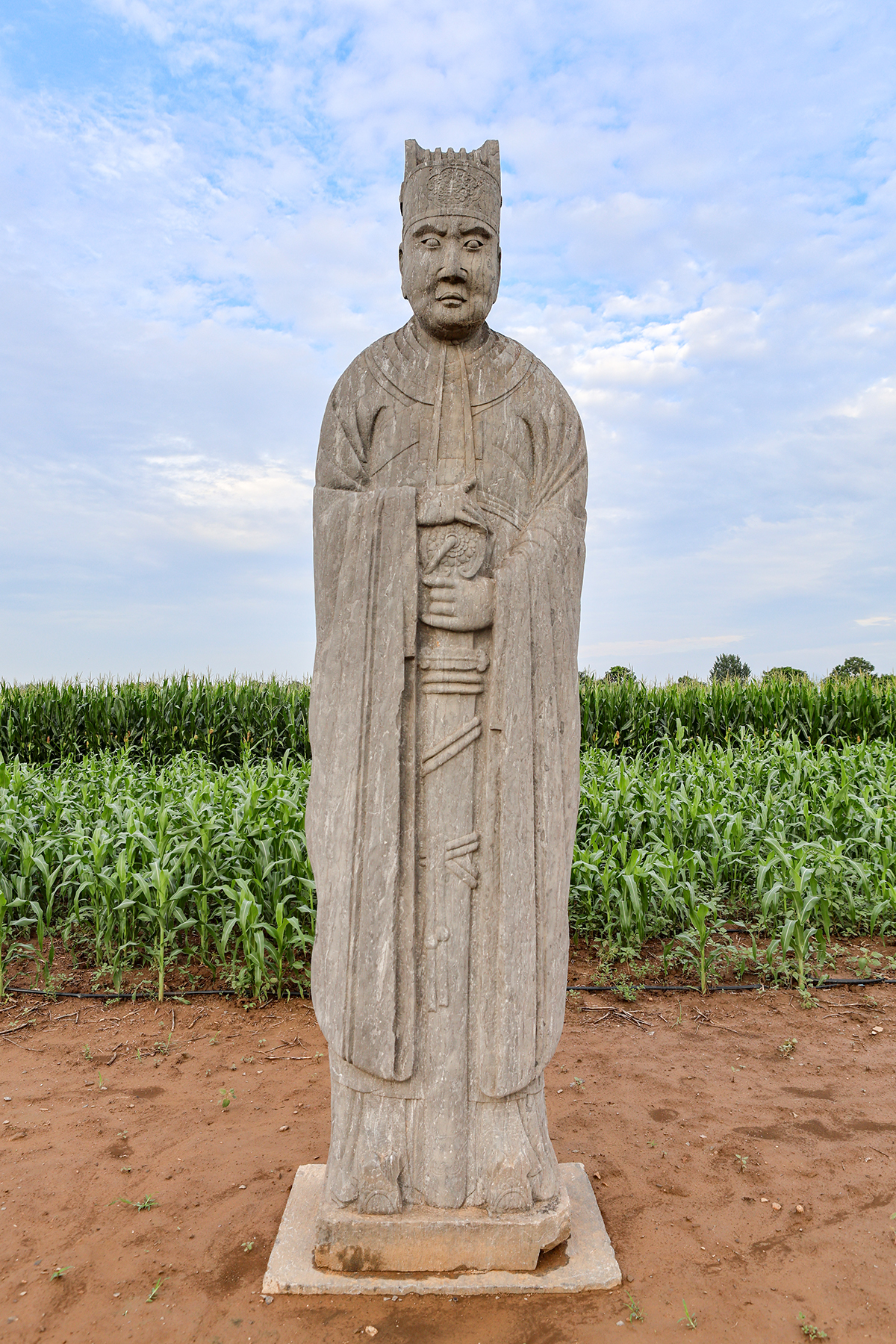
武官石像（东列南一）
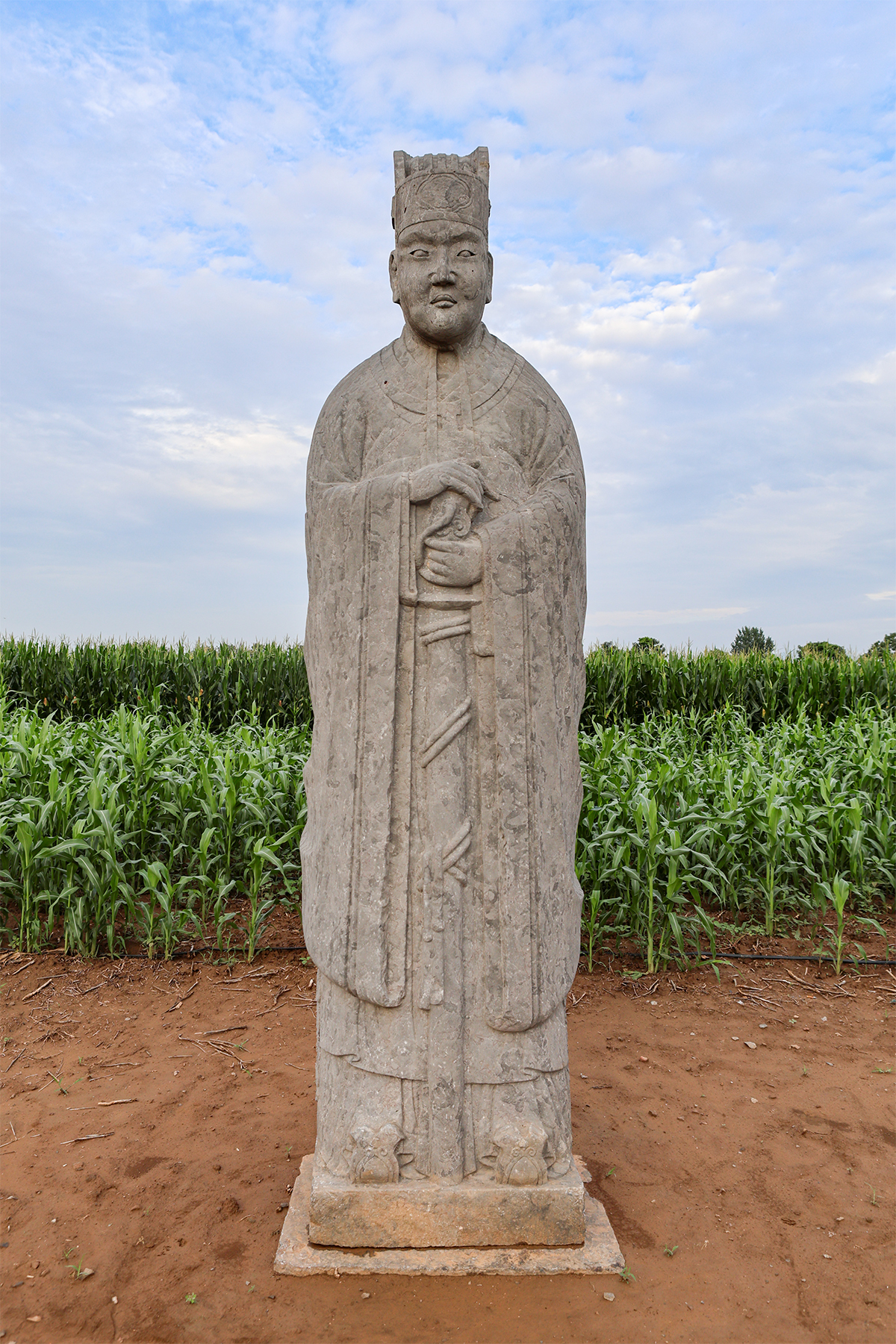
武官石像（东列南二）

- 文官四件：东西列各有两件文官石像，冠服与武官相同，惟身前垂有帛带，双手持笏，笏版较之前各陵的为短[10]:271。

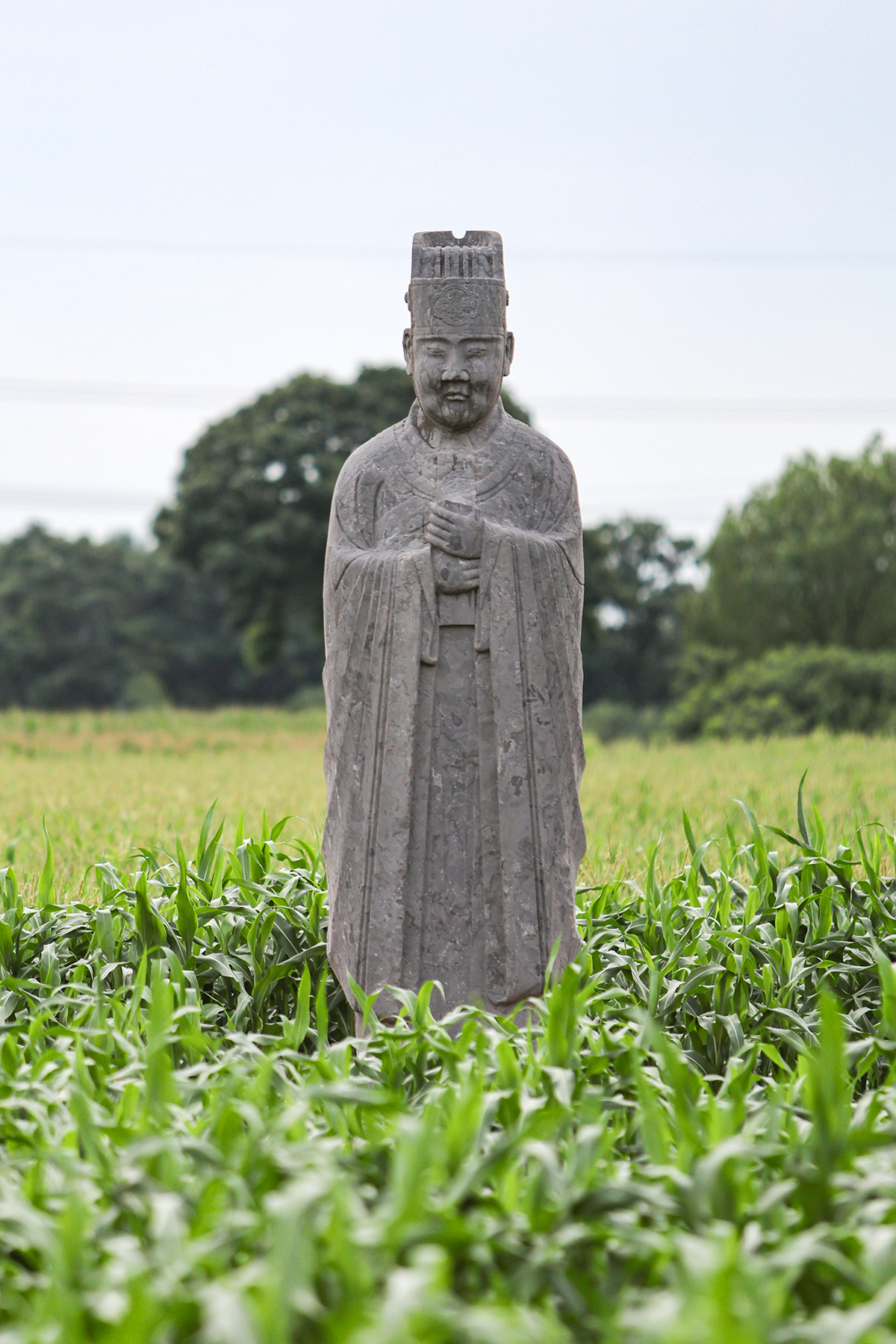
文官石像（西列南一）
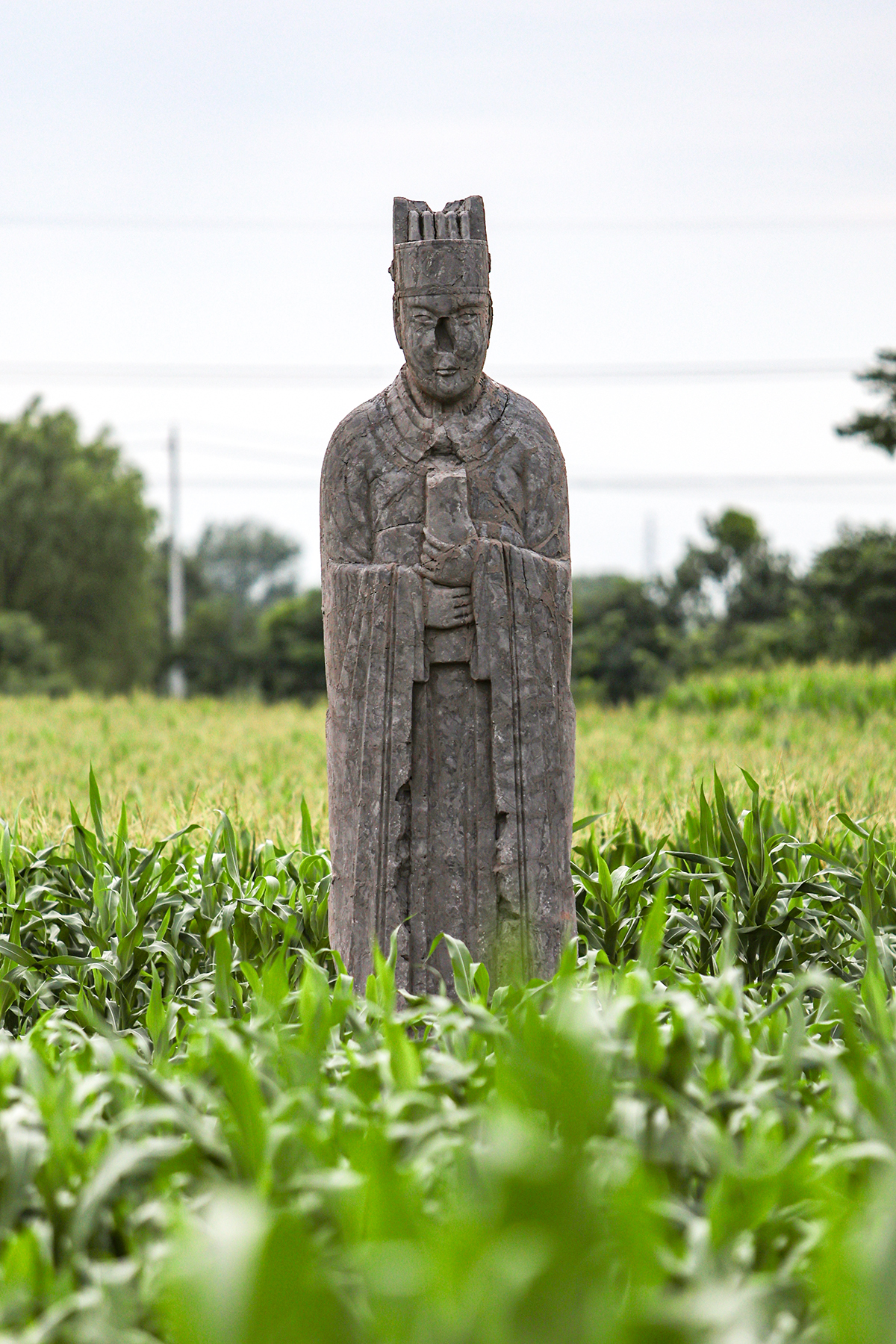
文官石像（西列南二）
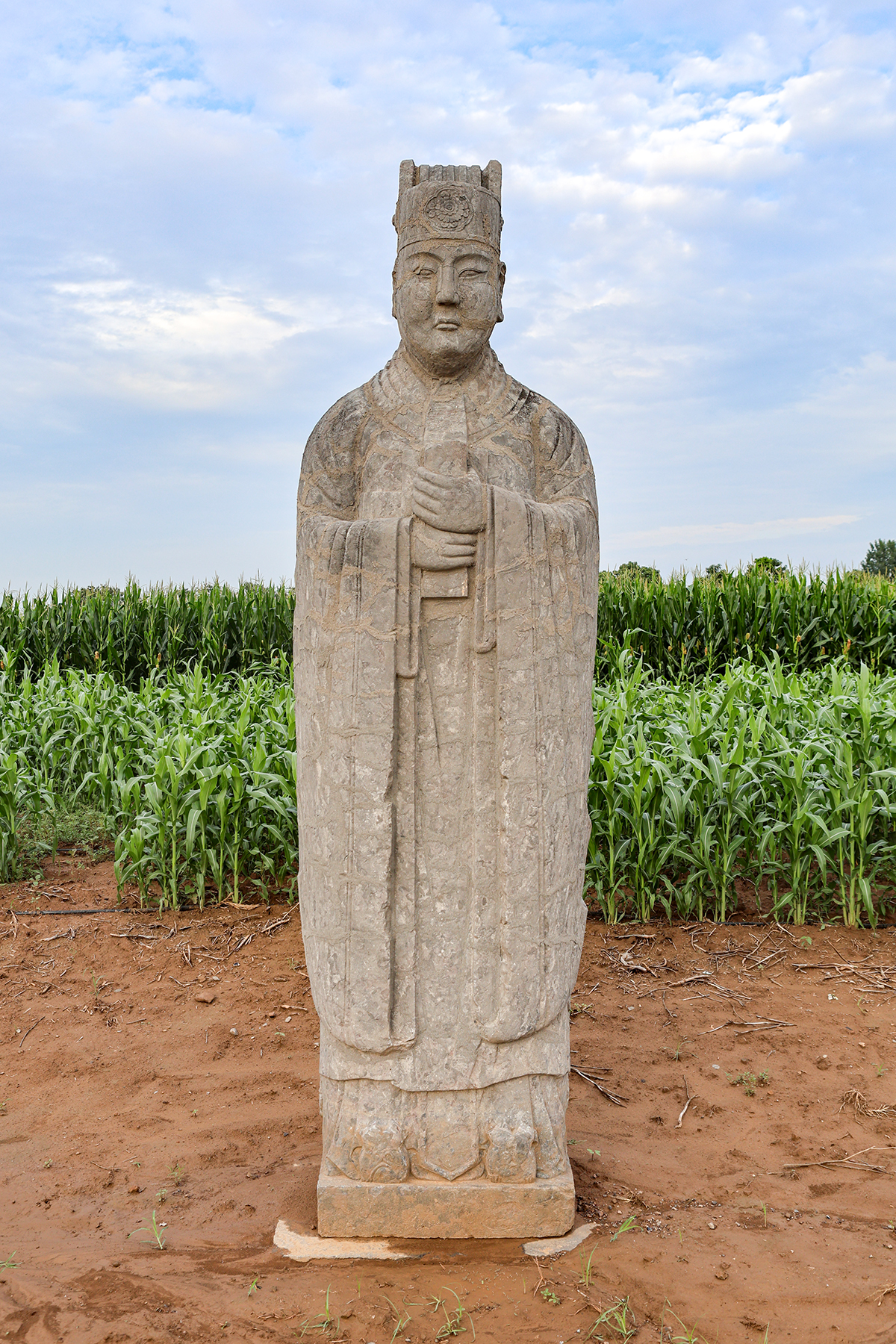
文官石像（东列南一）
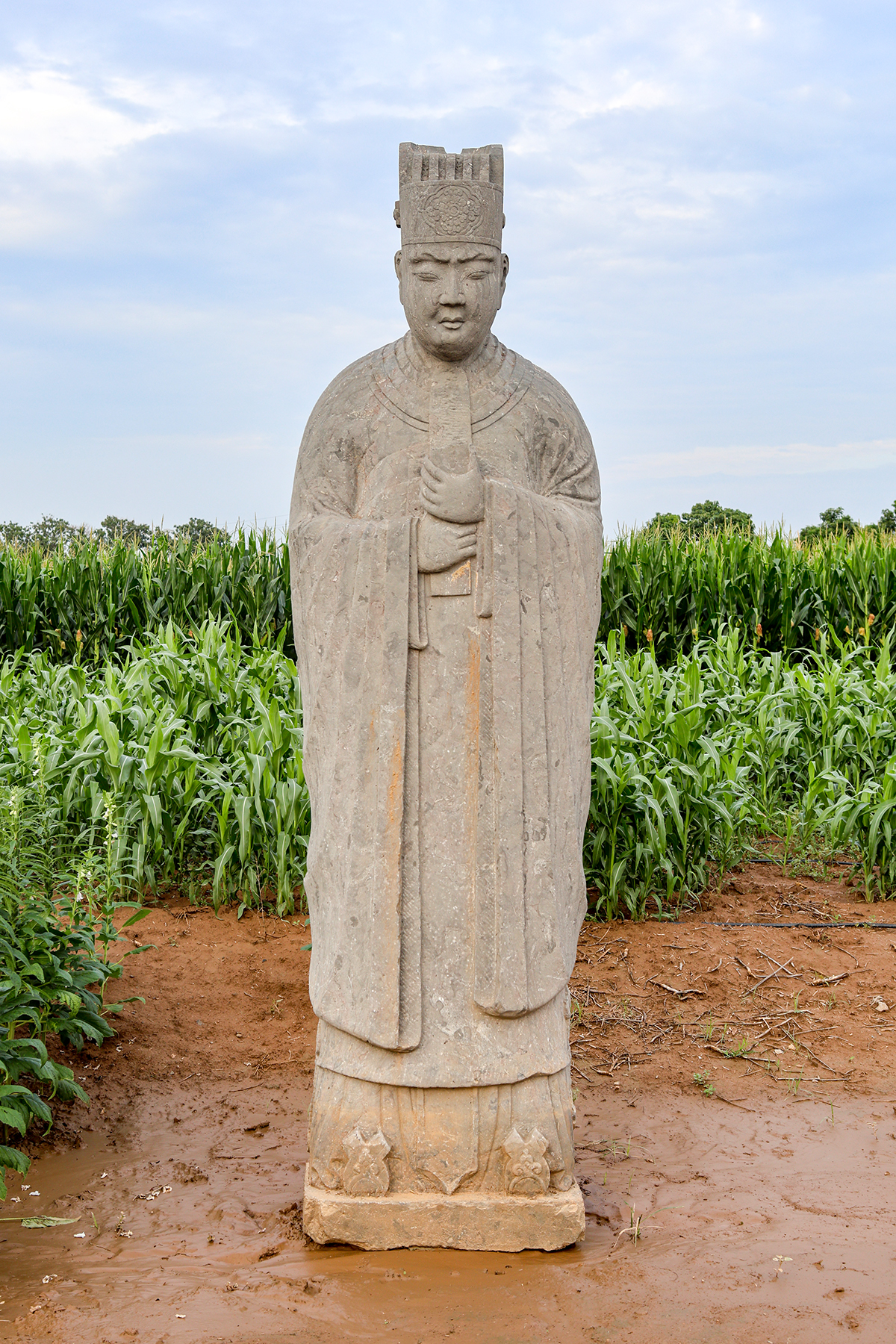
文官石像（东列南二）

- 南门狮两件：宫城南神门外有一对东西间距22米的门狮，均为行走姿，狮头向内，西侧为合口牡狮，东侧为张口牝狮[10]:272。

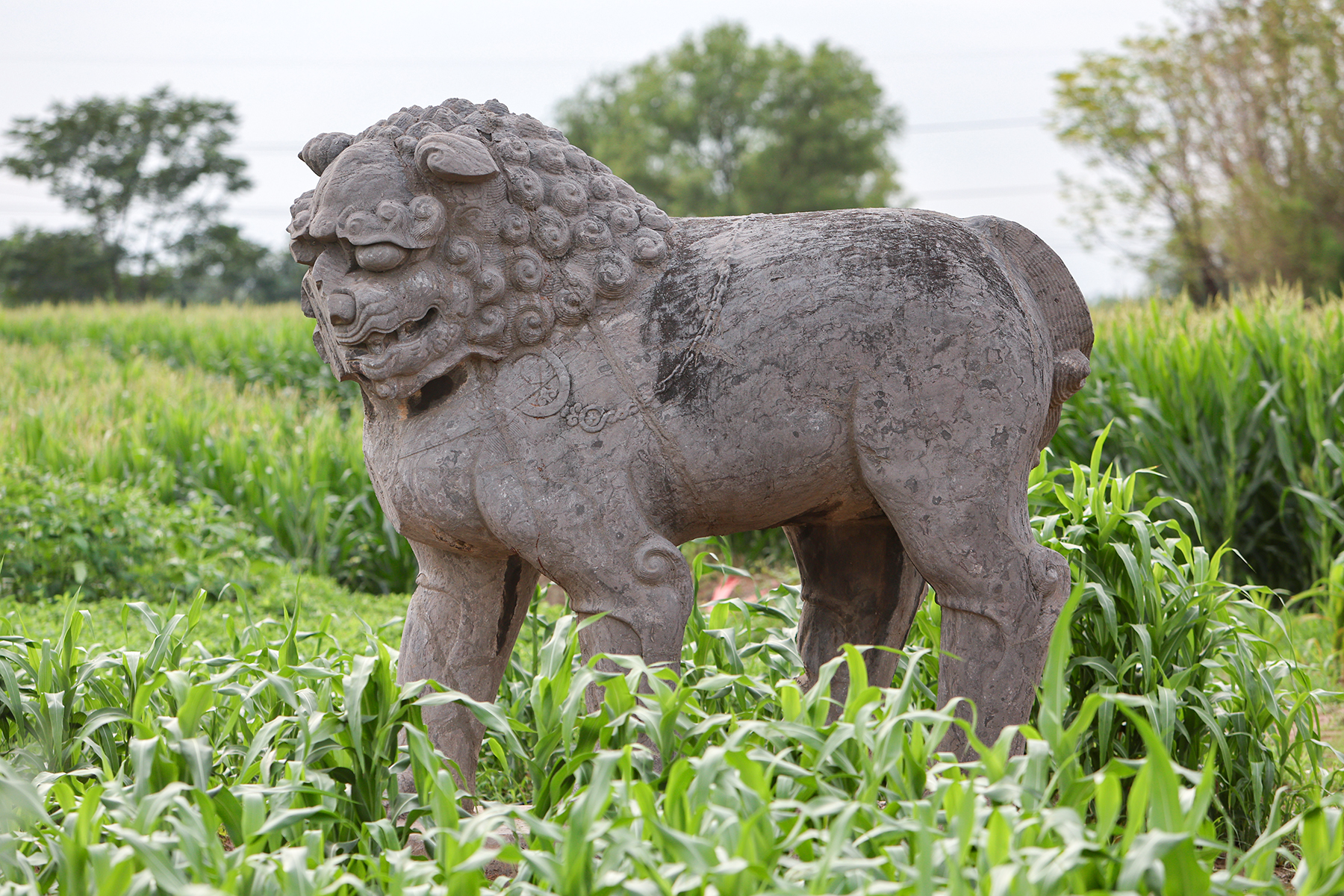
南神门石狮（西）
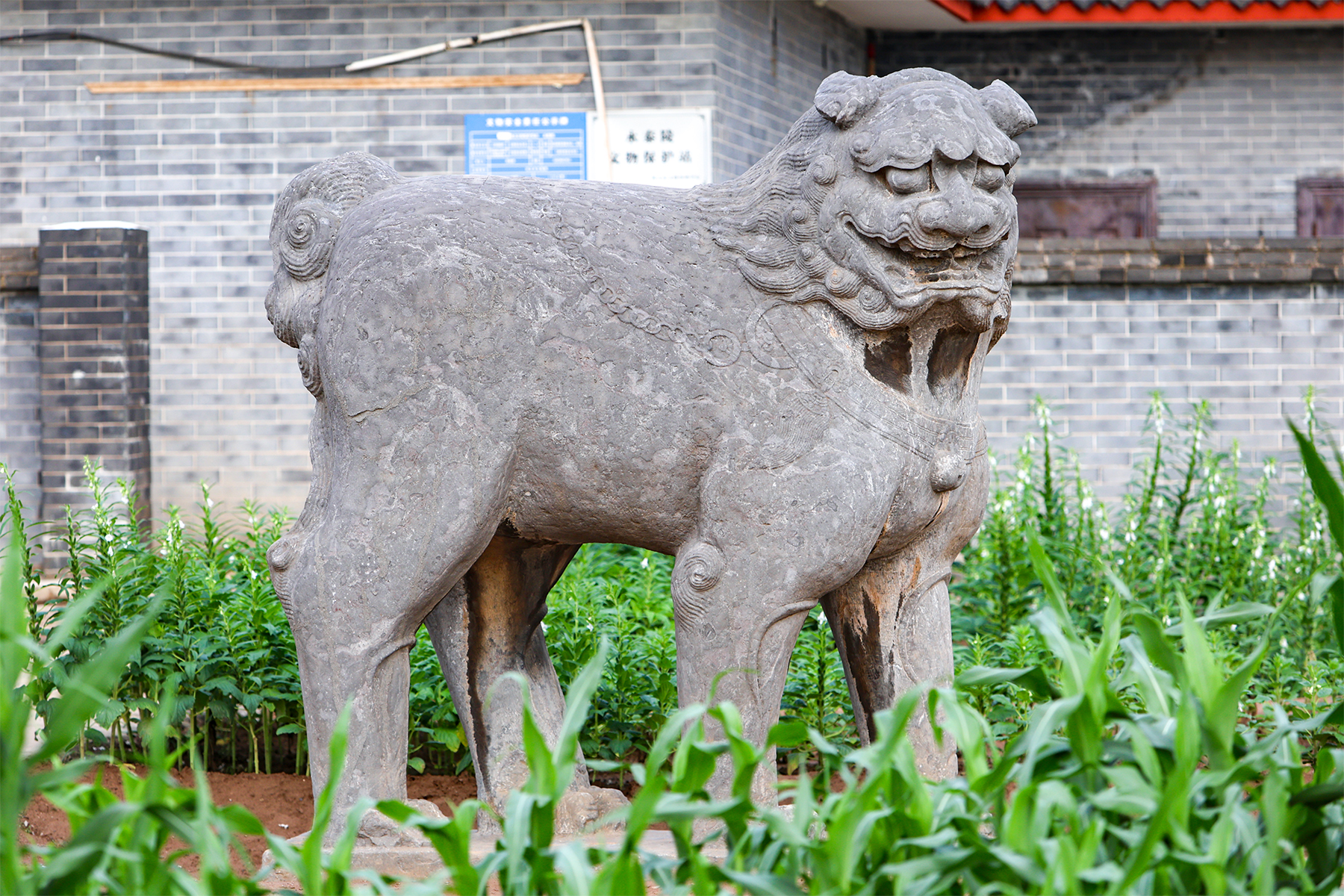
南神门石狮（东）

- 武士两件：南神门外东西两侧各一件武士石像，东西间距22.4米。武士双手拄钺，阔脸瞋目，侧身外视。全身着甲，胸部圆护上雕饰团花，腰围卷云边抱肚，外束革带[10]:271。

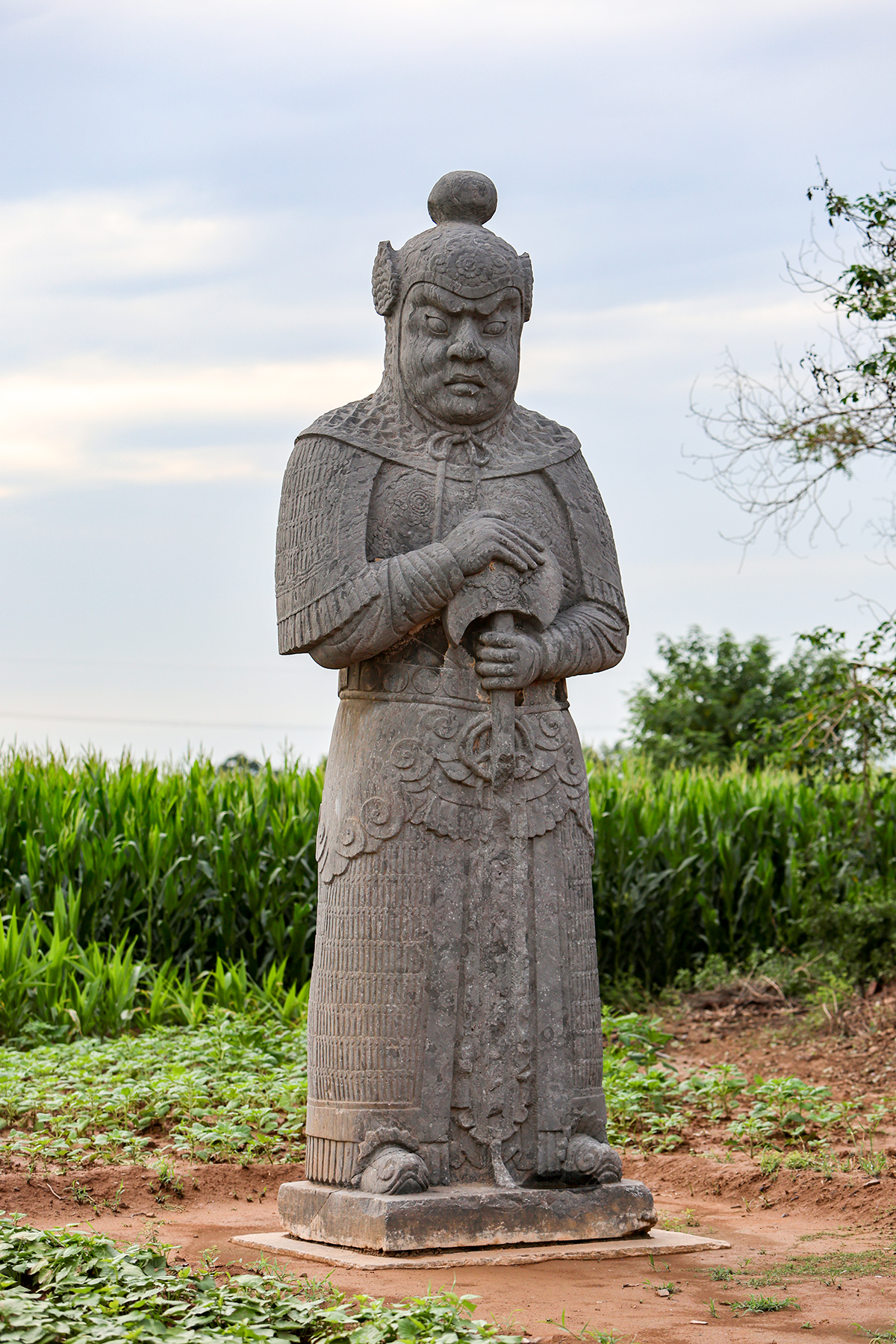
武士石像（西）
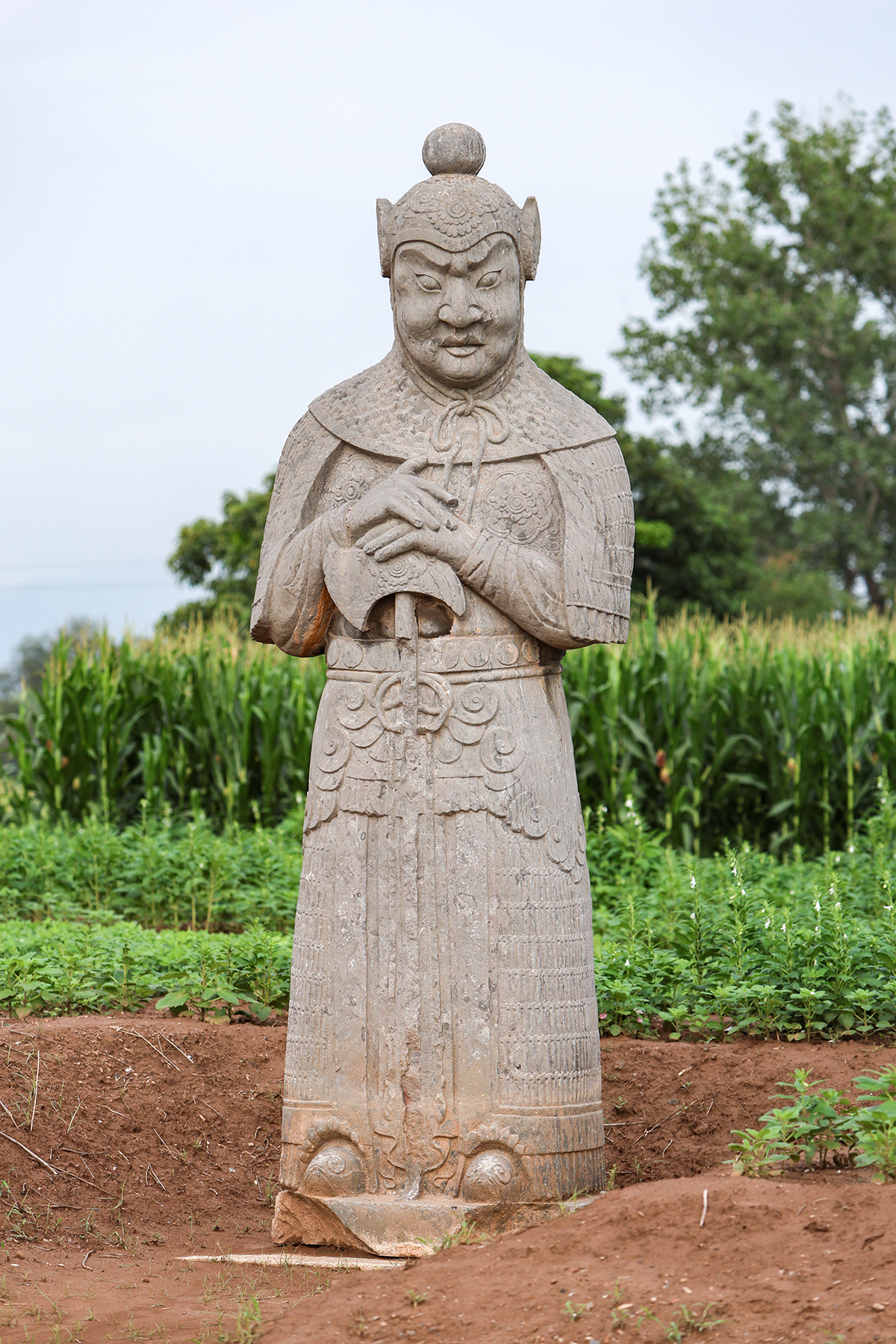
武士石像（东）

- 上马石两件：南神门外近门处东西各有一件上马石，间距约6.5米，现均埋于地下不得见[10]:271。
- 宫人一件：按制在陵台两侧和南神门内各应有一对宫人石像，共四件，现仅存南神门东侧的宫人石像一件，头部已残缺[10]:271。

除此之外，宫城的东、西、北三面神门外各有两件门狮，共六件。东、西、北门的石狮间距在7.1-7.5米不等，均为左牡右牝，牡狮均为张口，牝狮则张口和合口的均有:272。

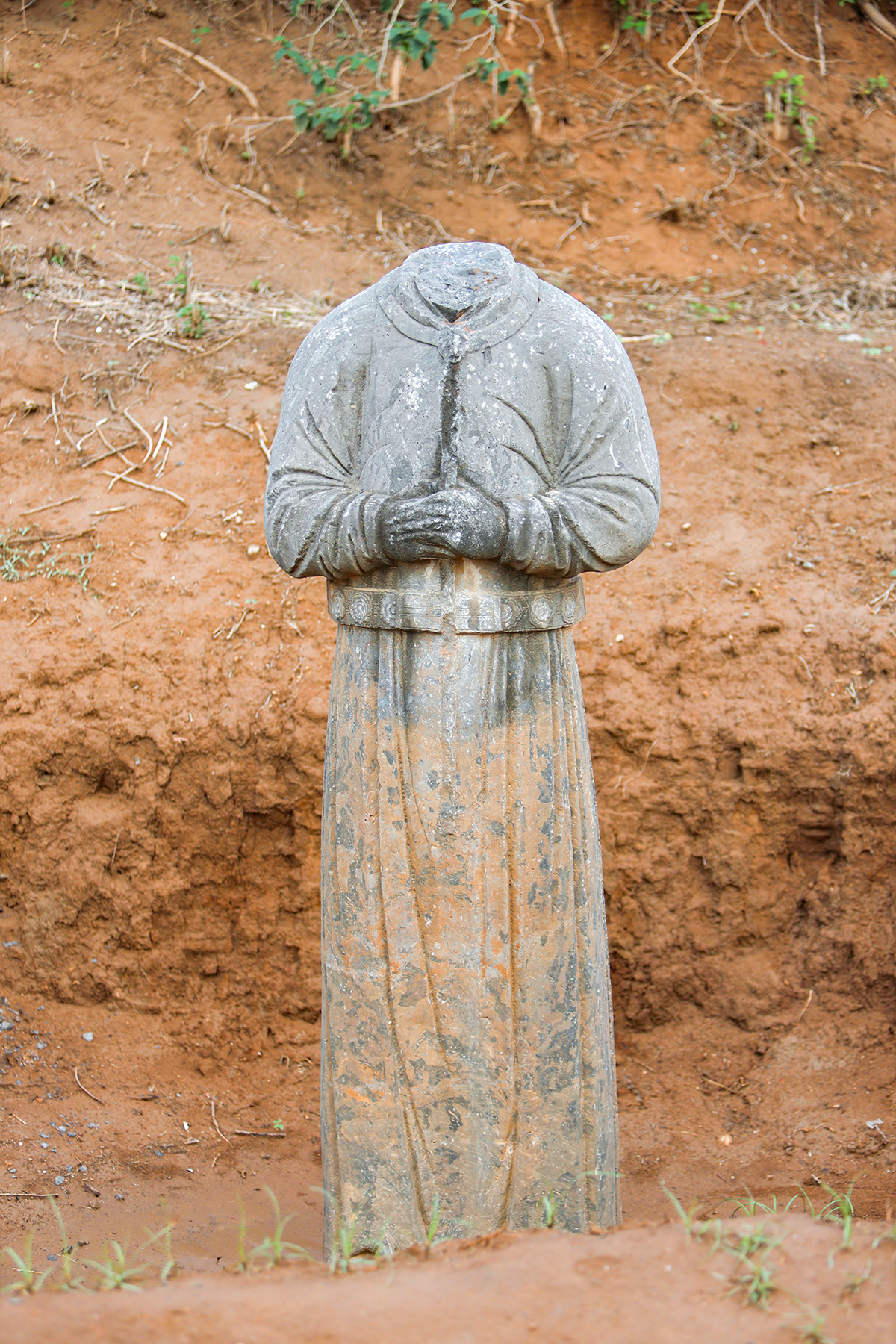
南神门东侧宫人石像
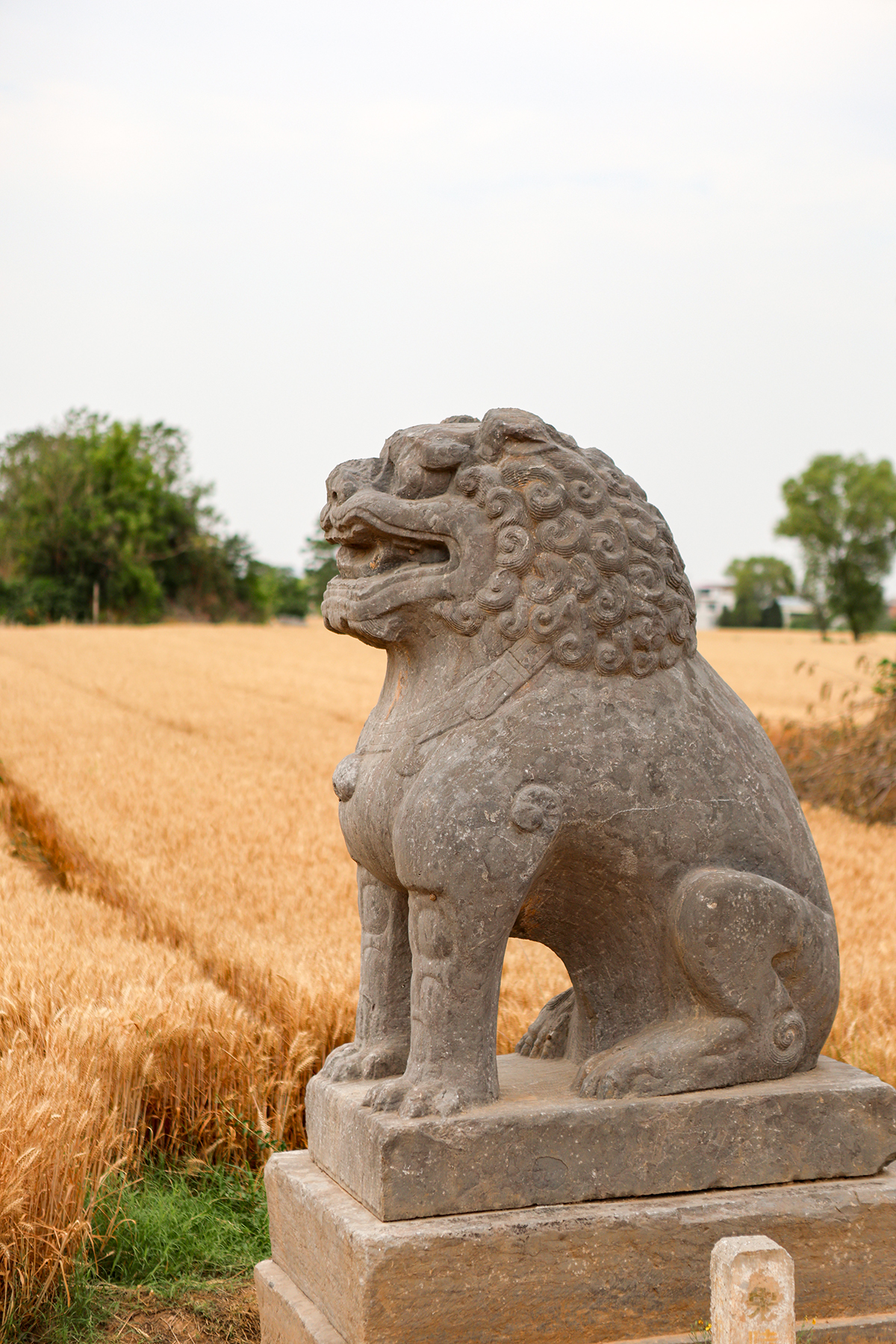
西神门北侧石狮

### 下宫
永泰陵下宫位于祔葬的昭怀刘皇后陵北部略偏西处，地面上已无任何遗迹。根据考古勘探，永泰陵下宫遗址位于昭怀刘皇后陵北神门外约55米处，南北长约150米，东西宽约135米。当地村民在平整土地时，曾挖出一些柱础石:278。

### 昭怀刘皇后陵

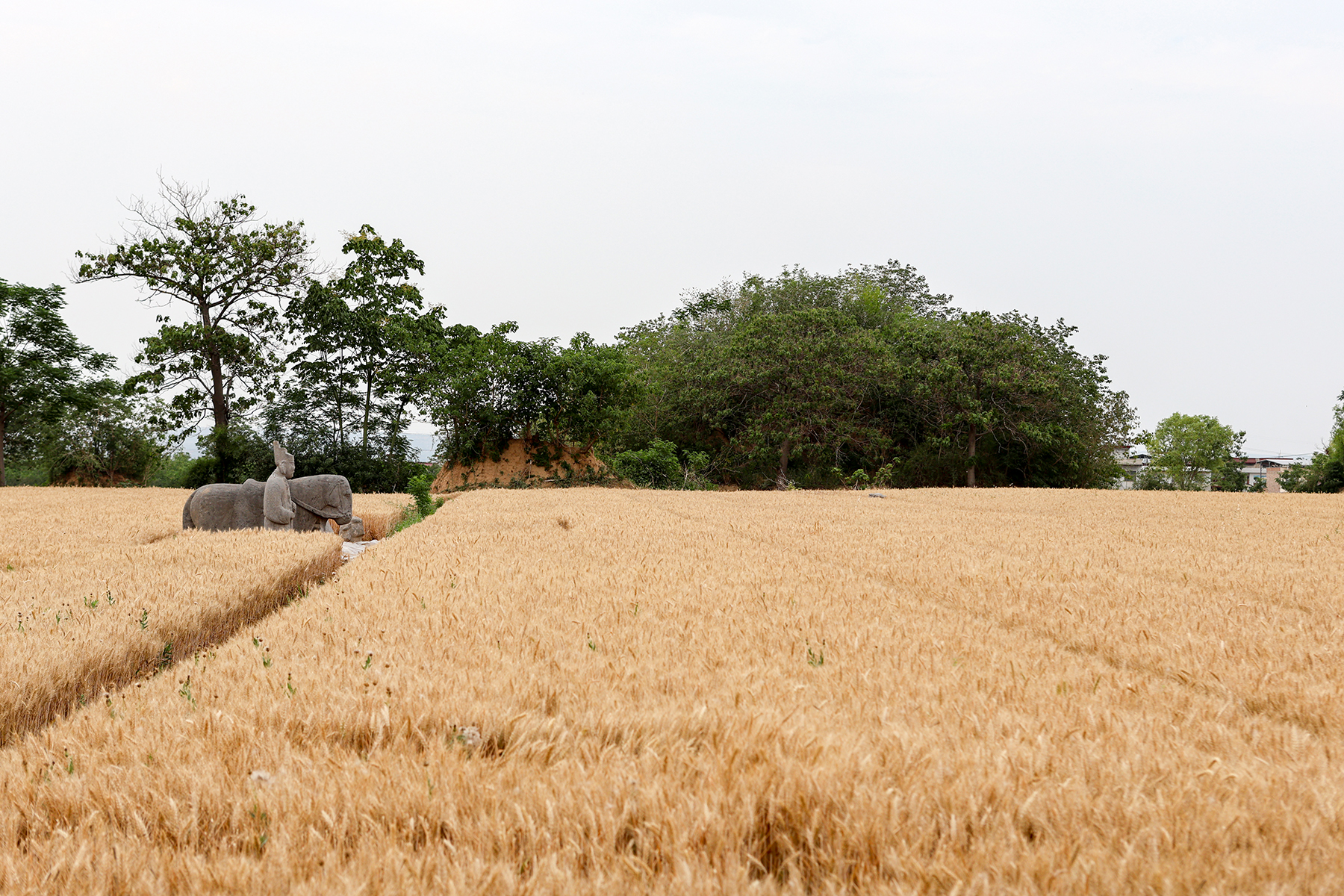
昭怀刘皇后陵的神道与陵台

永泰陵祔葬昭懷劉皇后陵（简称“刘皇后陵”）一座后陵。昭怀皇后刘氏为宋哲宗的第二任皇后，宋徽宗即位后尊其为元符皇后，后又尊为崇恩宫皇太后。政和三年（1113年），因刘太后干预朝政，徽宗打算将其废黜，刘太后也在左右的逼迫下用帘钩自缢而死，享年35岁。
刘皇后陵位于永泰陵上宫的西北侧，其西鹊台南距永泰陵上宫西北角阙约45米。陵园地面上现存陵台，以及西鹊台、西乳台、四神门的门阙、东北和西北角阙的基址，根据现存的建筑基址，测得宫城边长约105米。刘皇后陵现存的陵台呈方形覆斗状，高9.7米，底部边长26米，顶部边长7米:272。

### 陪葬墓
永泰陵的陪葬墓区位于下宫西北，在永泰陵下宫北部曾出土“宋故杨国公主墓志铭”，应为宋哲宗第四女杨国公主墓的所在地，惟地面已不存任何形迹。陪葬墓区地面上还存有两件石马，立于原位，应分属另两座陪葬墓:280。